# Северодвинск
Северодви́нск (с 11 августа 1938 года по 12 сентября 1957 года — Мо́лотовск) — город в Архангельской области России, административный центр муниципального образования «Северодвинск». Основан в 1936 году как рабочий посёлок Судострой, рядом с Николо-Корельским монастырём, получил статус города в 1938 году.
В 2016 году получил статус «Города трудовой доблести и славы», присвоенным общественной организацией «Межгосударственный союз городов-героев». Также носит государственное почётное звание Российской Федерации «Город трудовой доблести» согласно Указу президента Российской Федерации от 20 мая 2021 года № 304 «О присвоении почётного звания Российской Федерации „Город трудовой доблести“».
Распоряжением правительства Российской Федерации от 16 апреля 2015 года № 668-р «Об утверждении перечня моногородов» город Северодвинск включён в категорию «Монопрофильные муниципальные образования Российской Федерации (моногорода) со стабильной социально-экономической ситуацией». Северодвинск официально отнесён к районам Крайнего Севера.

## История

### Открытие и начало освоения берегов Северной Двины

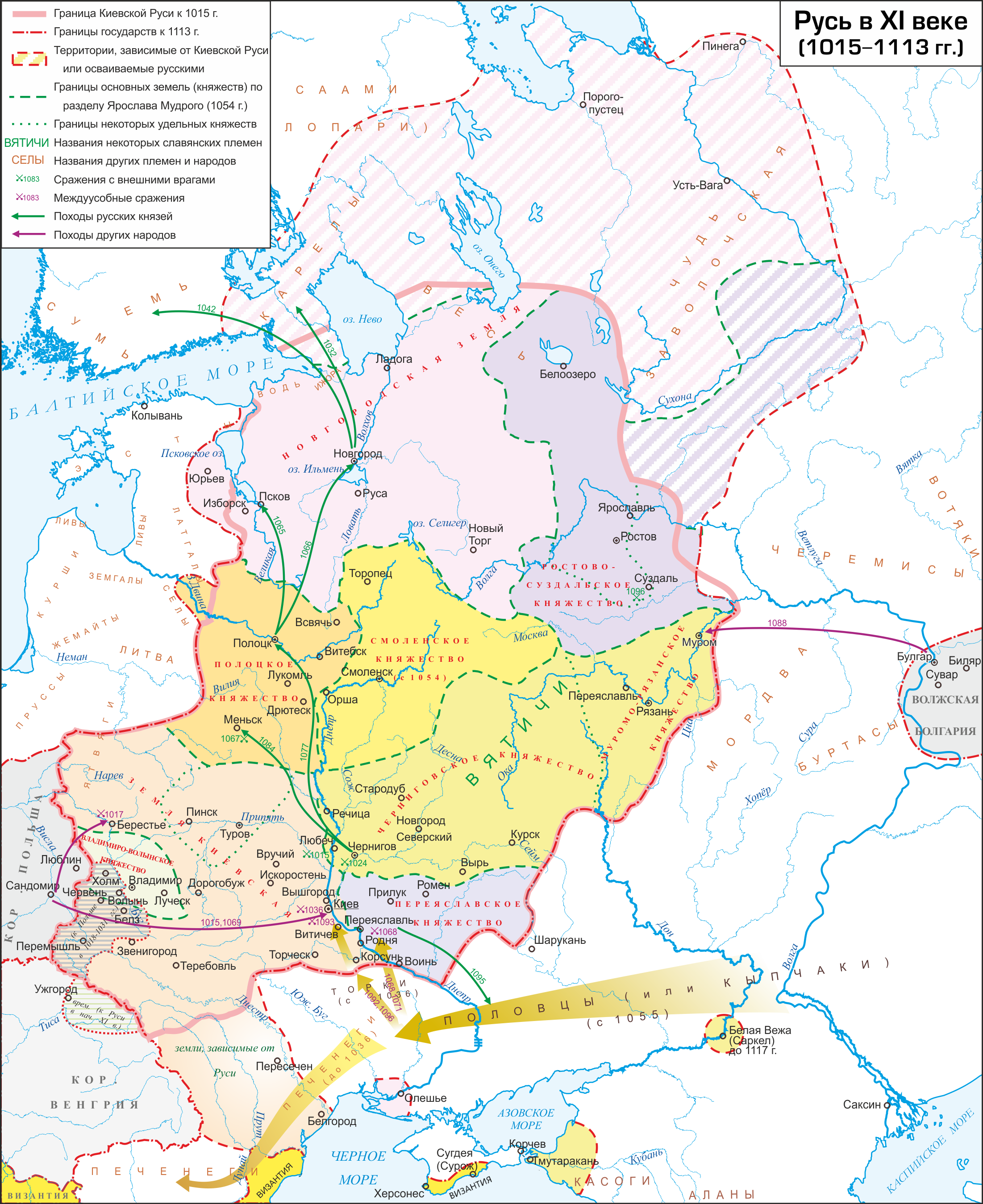
Заволочье на карте Древней Руси (1015—1113)

Северная Двина — исторически важная северная европейская водная артерия России

С начала XII века земли по берегам Северной Двины являлись владениями Новгорода Великого.
Освоение приморских северных земель Поморья ускорилось вследствие нашествия Батыя и разорения Южной Руси.
Постепенная колонизация Поморья новгородскими переселенцами с ассимиляцией местного финно-угорского населения привела к формированию особого субэтноса русского народа — поморов.
В. Н. Татищев в своей «Истории Российской» даёт такое определение поморских земель: «Общее имя Поморие, а по уездам: Архангельский, Колмоград, Вага, Тотьма, Вологда, Каргополь, Чаронда и Олонец…» «Есть северная часть России, в которой всё по берегу Белого моря и Северного моря от границы Карелии с финнами на восток до гор Великого пояса или Урала заключается. К югу же издревле русские поначалу часть по части овладевали и к Руси приобсчали. Ныне же всё оное и есче с немалою прибавкой под властью Поморской губернии состоит».
Английские и норманские корабли заходили в устье Северной Двины вплоть до XIII века, после чего из-за наступления малого ледникового периода ходить по Северному морскому пути стало невозможным.
В 1419 году в исторических летописях Руси впервые упоминается как монастырь и обитель Николо-Корельский монастырь.
24 августа 1553 года в Двинском заливе Белого моря у селения Нёнокса бросил якорь один из английских кораблей, искавших северо-восточный морской путь в Китай и Индию, под командованием капитана Ричарда Ченслера. Затем англичане ошвартовались в бухте св. Николая, недалеко от Николо-Корельского монастыря. После установления первого контакта с местными жителями Ченслер отправился в Холмогоры (в то время столицу Русского Севера), а оттуда, после ледостава, на санях в Москву, на аудиенцию к русскому царю Ивану Грозному. После встречи с русским царём, впервые в истории, были установлены дипломатические отношения между Россией и Великобританией, а в Лондоне основана «Московская компания», получившая впоследствии монопольные торговые права от царя. Позже Ченслер стал английским послом при Иване Грозном. Сейчас в честь Ричарда Ченслера названа одна из улиц города на острове Ягры.
Для обеспечения морской торговли была оборудована якорная стоянка со складами и жилыми домами напротив монастыря, на острове Ягры. Там разгружались морские суда и товары перегружались на мелкие речные суда, которые везли его в Холмогоры, а оттуда — вглубь России.
Сюда же приходили русские товары из Холмогор, отсюда и уходили многие английские экспедиции. Порт в иностранных источниках был известен как Святой Николай («рейд Св. Николая»).
В 1584 году был основан город Новохолмогоры, известный с 1613 года под именем Архангельск, и постепенно, с ростом Архангельска, Николо-Корельский монастырь и его порт стали терять своё прежнее торговое значение.
Основой хозяйства монастыря в XVII веке стали рыбный и соляной промыслы, а также разведение скота.
В Смутное время, уже после освобождения Москвы, польские войска Яна Ходкевича разорили северные земли, нанеся большой урон и Николо-Корельскому монастырю.
В 1808—1809 годах вблизи монастыря возводились укрепления против возможного прихода английских кораблей. После Тильзитского мира отношения России и Англии были на грани войны. Английские корабли захватывали в северных морях русские торговые суда.
В 1854—1855 годах, во время Крымской войны, англо-французская эскадра блокировала Архангельск, промышляя вблизи Николо-Корельского монастыря и на всём Белом море.
К 1917 году монастырь пребывал в сильном запустении, в нём жили всего 6 монахов и 1 послушник.
В 1921 году монастырь был ликвидирован, некоторое время здесь располагалась колония для малолетних преступников «Коммунар», а в 1929 году в нём была образована сельскохозяйственная коммуна «Искра».

### Посёлок Судострой и город Молотовск

Пароход «Иван Каляев», привёзший первых градостроителей в 1936 году

Иван Тарасович Кирилкин (стоит справа) среди первых строителей Молотовска (ныне Северодвинск) прибывших на пароходе «Иван Каляев». Фото 1936 года

31 мая 1936 года Политбюро ЦК ВКП(б), Совет труда и обороны СССР на основании проведённых изысканий приняли постановление № 0-137сс о строительстве судостроительного завода в районе Никольского устья Северной Двины. Строительство было названо Судостроем.
Стране был необходим крупный завод на побережье одного из морей Северного Ледовитого океана. Место в дельте Северной Двины было выбрано как наиболее защищённое с моря, благодаря узкой горловине Белого моря.
1 апреля 1937 года Постановлением ВЦИК новый населённый пункт при судостроительном заводе Приморского района Северной области получил свой официальный статус и отнесён к категории рабочих посёлков. В 1938 году Судострой получил статус города и имя «Молотовск» в честь советского партийного деятеля В. М. Молотова.
Приказом наркома тяжёлой промышленности СССР Серго Орджоникидзе от 29 мая 1936 года начальником строительства судостроительного завода и рабочего посёлка Судострой был назначен Иван Тарасович Кирилкин.
Построены две улицы посёлка Судострой, построены подсобные предприятия: бетонный завод, арматурный цех, механические мастерские, кирпичный завод, дизельные электростанции.
Посёлок Судострой, и далее город Молотовск строились и расширялись одновременно с ростом строительства и производственной деятельности судостроительного завода (Судостроительный завод № 402).

#### Ягринлаг
В 1938—1953 годах существовал Ягринский исправительно-трудовой лагерь. Первоначально он размещался на острове Ягры, что дало ему название, затем появились отделения в других частях современного города. Лагерные пункты имелись и в близлежащих деревнях. В разное время в лагере содержалось от 5 до 31 тысячи человек (по некоторым данным — до 50 тысяч). При этом только за период 1940—1945 годов в лагере умерло более 9 тысяч человек. Заключённые строили заводы, порт, жилые дома и дороги, валили лес и добывали песок для строительства города на болотистой местности.

### Во времяВеликой Отечественной войны
С началом Великой Отечественной войны город Молотовск совместно с Архангельском и Мурманском являлся одними из главных портов, принимавших грузы стран-союзниц по ленд-лизу.
История северных конвоев долгие годы связывались лишь с Мурманском и Архангельском. Северодвинск (Молотовск) при этом оставался как бы в тени. О городе в СССР, в силу характерной деятельности основных промышленных предприятий, старались упоминать как можно реже.
Между тем Молотовский порт нёс большую тяжесть тех военно-транспортных операций.
Первая военная зима выдалась суровой, и навигация началась очень тяжело. Подготовка и обустройство причалов в Молотовске шли спешным порядком. В Молотовске появился представитель Государственного комитета обороны И. Д. Папанин, срочно возведённый к этому времени в ранг контр-адмирала.

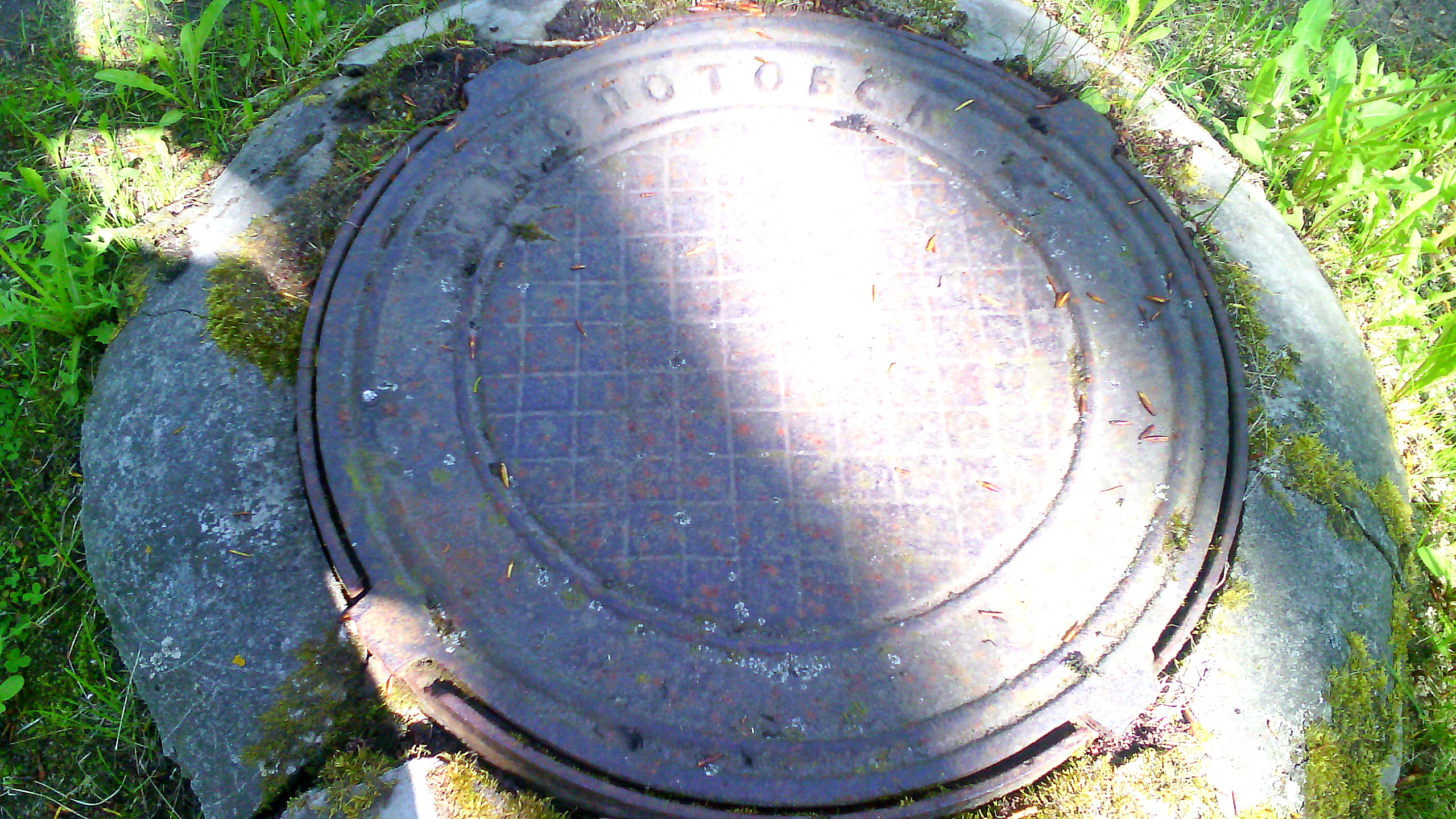
Канализационный люк с надписью «Молотовск»

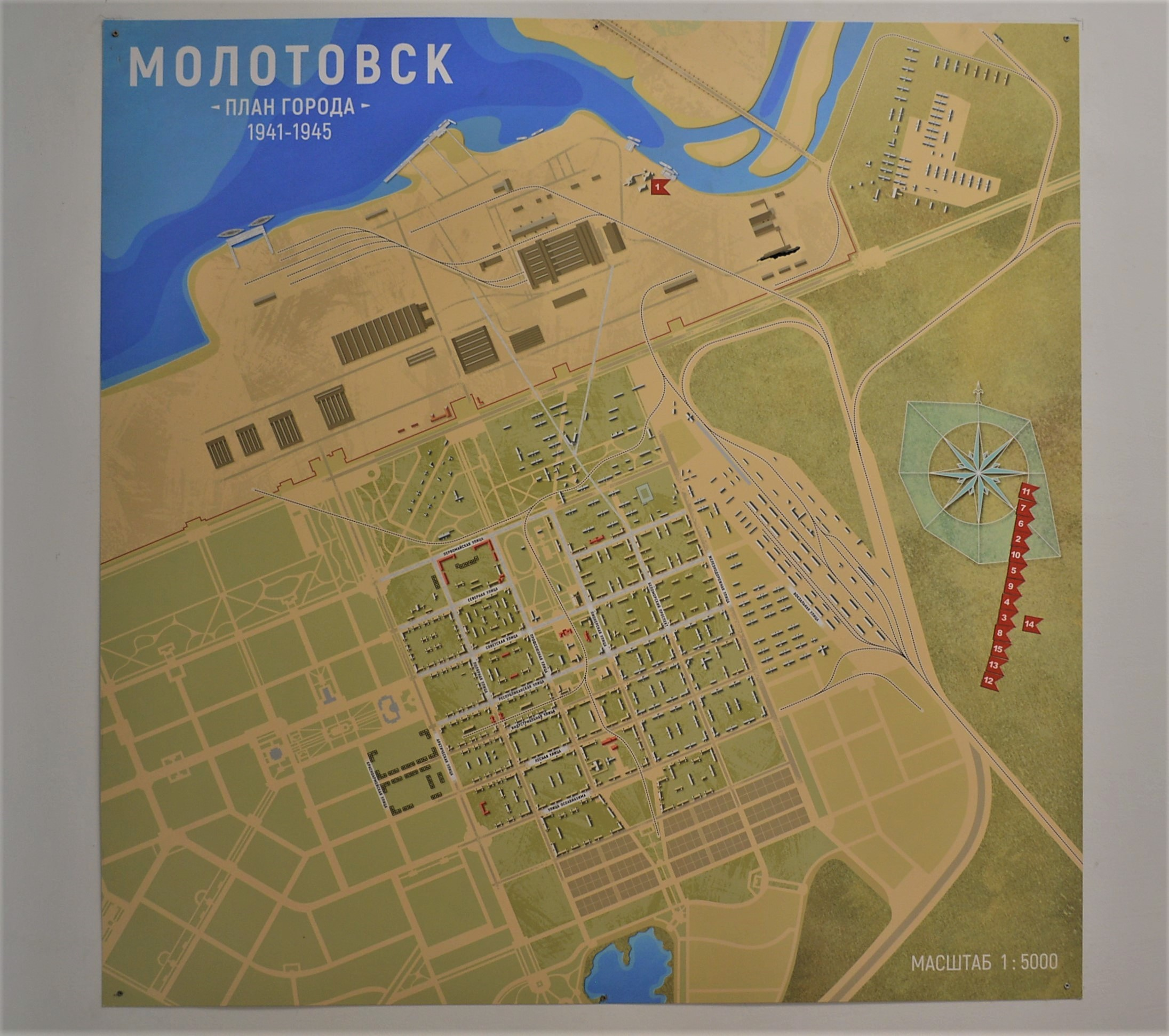
План города Молотовск в 1941—1945 годах

В декабре в Архангельск прибыли представители военно-морских сил США, чтобы организовать на местах приёма грузов постоянные американские миссии. В Молотовске отделение миссии разместилось по адресу: ул. Парковая, дом № 13. Возглавил его работу помощник атташе Филипп Уорчелл.
23 декабря 1941 года линейный ледокол «Иосиф Сталин» с большим трудом провёл в Молотовск транспорты конвоя PQ-6. Конвой PQ-6 оказался последним союзным конвоем, пробившимся через льды к причалам Архангельска и Мурманска в 1941 году.
В первый день лета 1942 года в Молотовск пришли два транспорта PQ-16. Они доставили танки, самолёты, взрывчатку, бензин и продовольствие.
Молотовск, как и Архангельск, принял уцелевшие остатки разгромленного конвоя PQ-17. К сожалению, сегодня мы пока не можем перечислить все суда PQ-17, ставшие на его рейде и к причалам. Тяжелейшие последствия трагедии PQ-17 известны.
К зиме 1942—1943 годов положение на северных направлениях резко ухудшилось. Противник стремился перерезать Кировскую железную дорогу — сухопутная связь с Мурманском тогда бы прервалась.
По указанию правительства и наркома ВМФ основными «грузополучателями» ленд-лиза стали Архангельск и Молотовск. Причём Молотовску (из-за тяжёлых льдов на Северной Двине и мелководья её русел) теперь отводилась главная роль в период зимних навигаций. Тем более, что к этому времени по инициативе И. Д. Папанина завершилось совершенствование Молотовского порта и близлежащей нефтебазы. За лето 1942 года в Молотовском порту появился мощный кран для выгрузки «тяжеловесов», увеличены глубины на его акватории, выросла и линия причалов, один из которых оборудовали для бункеровки ледоколов и пароходов углём.

### Впослевоенные годы

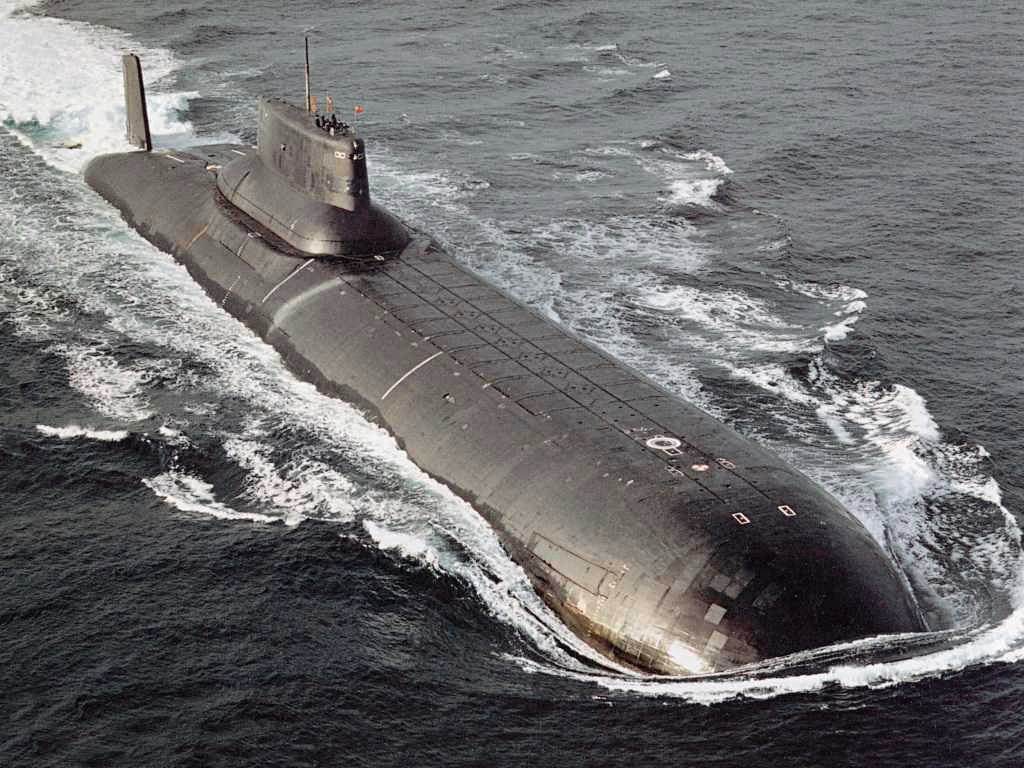
Атомная подводная лодка проекта 941 «Акула»

В 1950-е годы завод решено было перевести на строительство атомных подводных лодок, и в скором времени он стал главным советским предприятием по производству стратегических подводных лодок.
Указом Президиума Верховного Совета РСФСР от 12 сентября 1957 года № 733/2 город Молотовск был переименован в город Северодвинск.
Город Северодвинск начал стремительно развиваться. Численность населения резко возрастала, в том числе и за счёт местных и приезжих молодых специалистов. Активно работали судостроительные и общегородские предприятия, резко возрастало в Северодвинске строительство жилья для корабелов. Всего за 30 лет в Северодвинске было построено и передано ВМФ в эксплуатацию с качественным эксплуатационно-ремонтным сопровождением около 130 атомных подводных лодок.
После распада Советского Союза Северодвинску было присвоен статус Государственного Российского центра атомного судостроения.
Судостроительные заводы «Севмаш», «Звёздочка», город и все предприятия центра атомного судостроения постепенно с трудом пережили кризис 1990-х годов, сумели приспособиться к современным рыночным условиям (активное участие в конкурсах по государственным заказам, выполнение заказов других стран, разнообразие выпускаемой продукции) и вернуться к стабильному существованию.
8 августа 2019 года после взрыва ракетной двигательной установки на полигоне «Нёнокса» Беломорской военно-морской базы в Двинской губе Белого моря, в Северодвинске датчиками автоматизированной системы контроля радиационной обстановки, расположенными на улице Карла Маркса, дом № 48 и на улице Плюснина, дом № 7, было зафиксировано кратковременное повышение радиационного фона до 2 мкЗв/ч. Росгидромет сообщил, что в 6 из 8 пунктах наблюдений Северодвинска были зафиксированы превышения мощности дозы гамма-излучения в 4—16 раз по сравнению с фоновым значением 0,11 мкЗв/ч[значимость факта?]. По данным Северного управления по гидрометеорологии и мониторингу окружающей среды повышение мощности дозы гамма-излучения на постах АСКРО связано с прохождением облака радиоактивных инертных газов.

## Руководители
Начиная с 1936 года по 24 декабря 1938 года руководство городом осуществлялось Архангельским городским исполкомом.
24 декабря 1939 года в Молотовске прошли первые выборы в собственный городской исполком. Председателем был выбран Александр Степанович Родионов.
С 1941 по 1951 годы руководство городом взял на себя Иван Афанасьевич Плюснин, 1-й секретарь Молотовского горкома КПСС. 28 апреля 1961 года в честь него названа одна из улиц города Северодвинска — улица Плюснина.
Далее руководители Северодвинска указаны в хронологическом порядке:
- 1951—1957 — Виктор (Викентий) Тихонович Глухов — председатель горкома партии. В декабре 1957 года В. Т. Глухова избрали председателем Архангельского областного совета профсоюзов. Проработал на этом посту до скоропостижной кончины. Избирался делегатом XIX съезда КПСС[23].
- 1957—1961 — Леонид Степанович Павлов — председатель городского исполкома.
- 1961—1972 — Николай Григорьевич Орлов — председатель городского исполкома. Именно в годы его работы была построена чуть ли не половина города Северодвинска (больницы, школы и многое другое). Н. Г. Орлов был, по сути, самым молодым руководителем города Северодвинска. Он им стал в 33 года[24].
- 1972—1980 — О. С. Щёгольков — председатель городского исполкома
- 1980—1987 — Анатолий Егорович Ткаченко — председатель горисполкома, почётный гражданин Северодвинска[25]. При нём были построены сотни тысяч квадратных метров жилья, детские сады, школы, драмтеатр, целые микрорайоны. Анатолий Ткаченко награждён двумя орденами Трудового Красного Знамени, Орденом «Знак Почёта», медалями[26].
- 1987—1991 — Эдуард Сергеевич Борисов — председатель горисполкома
- 1991—1993 — Валерий Игнатьевич Лысков — первый мэр Северодвинска.
- 1993—1996 — Вячеслав Васильевич Росляков
- 1996—2009 — Александр Николаевич Беляев — глава муниципального образования «Северодвинск» — мэр Северодвинска в 1996—2009 годах, министр регионального развития и местного самоуправления правительства Архангельской области в 2009—2012 годах.
- 2009 — 12 сентября 2017 года — Михаил Аркадьевич Гмырин — глава муниципального образования «Северодвинск» — мэр Северодвинска.
- 12 сентября 2017 года — 24 ноября 2022 — Игорь Васильевич Скубенко — глава муниципального образования «Северодвинск».
- 24 ноября 2022 — 13 декабря 2022 — Олег Васильевич Бачериков — временно исполняющий обязанности главы муниципального образования «Северодвинск».
- 13 декабря 2022 — н. в. — Игорь Валентинович Арсентьев — глава муниципального образования «Северодвинск»[27].

## Почётные граждане Северодвинска

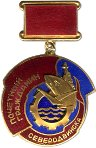
Нагрудный знак «Почётный гражданин Северодвинска»

Высшим знаком признательности Северодвинска гражданам Северодвинска, Архангельской области, СССР и Российской Федерации, внёсшим выдающийся личный вклад в развитие города Северодвинска, повышение его роли и значимости в Российской Федерации является звание почётного гражданина Северодвинска.
На постах и научных координаторов и простых тружеников, ответственных за своё дело, особо важное дело для России, на работах в городе в разные годы трудились:
- Александров Анатолий Петрович — учёный-физик, один из основателей отечественной ядерной энергетики и атомного ледокольного и подводного флота СССР
- Ковалёв Сергей Никитич — генеральный конструктор центрального конструкторского бюро «Рубин». Его называют «отцом отечественного стратегического атомного подводного флота»
- Устинов Дмитрий Фёдорович — народный комиссар и министр вооружения СССР (1941—1953), министр оборонной промышленности СССР (1953—1957), министр обороны СССР (1976—1984).
- Подгорный Владимир Петрович — прокурор Северодвинска (1988—2007)[29].

## Символы

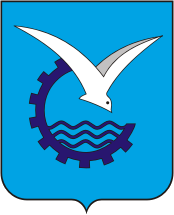
Эмблема города 1967 года

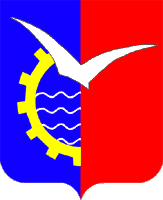
Герб 1970 года

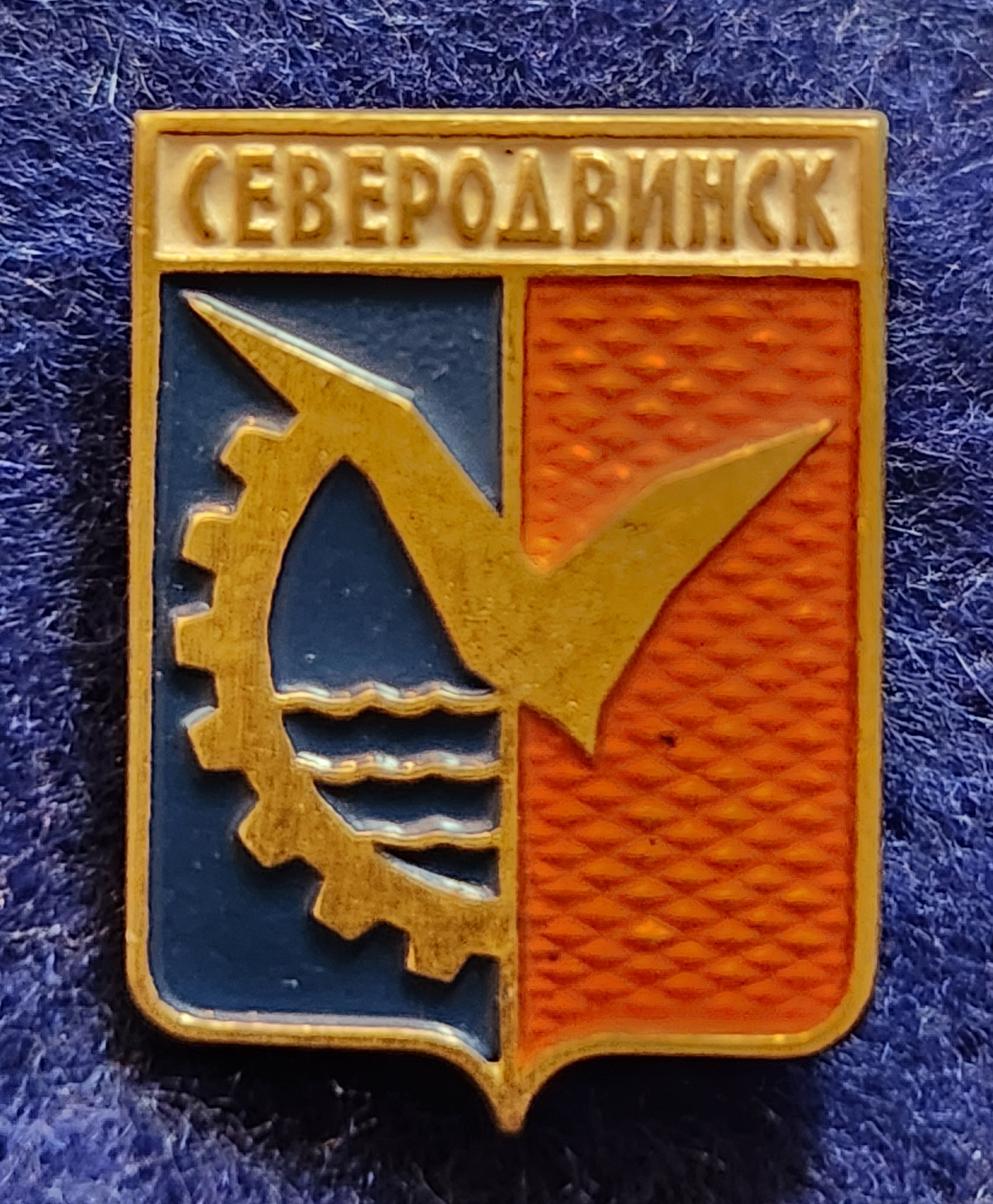
Северодвинск значок герб

Герб 1993 года

### Гербымуниципального образования «Северодвинск»

#### Эмблема города
В 1967 году был проведён первый конкурс на герб города.
Решение исполнительного комитета Северодвинского городского Совета депутатов трудящихся № 553 от 29 декабря 1967 года была принята эмблема города, предложенная Александром Игнатьевичем Абакумовым, художником-оформителем со «Звёздочки». Её выбрали из работ, представленных именно как проекты гербов. На голубом фоне изображалась шестерня и чайка внутри неё, как бы символизируя кораблестроительное предназначение города. В настоящее время эмблема является популярным символом Северодвинска, а также официальным историческим символом города.

#### Первый герб города
Первый герб Северодвинска был принят в 1970 году решением исполкома Северодвинского городского Совета депутатов трудящихся Архангельской области.
Автор герба — архитектор, главный инженер отдела капитального строительства Севмаша Н. С. Яковлев. Герб представляет собой щит, рассечённый на лазурь с золотым выходящим зубчатым кольцом, внутри которого четыре узких волнистых серебряных пониженных пояса, и червлень. В щите серебряная повышенная фигура в виде силуэта чайки. Цвета гербового щита символизировали основные цвета флага РСФСР. Стилизованное изображение чайки, шестерни и волн также было помещено автором герба на тринадцатиметровой стеле на въезде в город со стороны Архангельска.

#### Второй герб города
Вторым герб был утверждён 2 июля 1993 года решением Малого Совета города Северодвинска.
В серебряном поле над лазоревой волнистой оконечностью — червлёный цветок шиповника, украшенный посередине серебром. Существует мнение, что цветок шиповника символизирует гребной винт АПЛ и, кроме того, это цветок-символ первого названия места на месте будущего города Северодвинска — «Розовый». Так назвали остров Ягры участники английской экспедиции Ричарда Ченслера в 1553 году, из-за удивления при высадке на берег многочисленностью кустов шиповника.

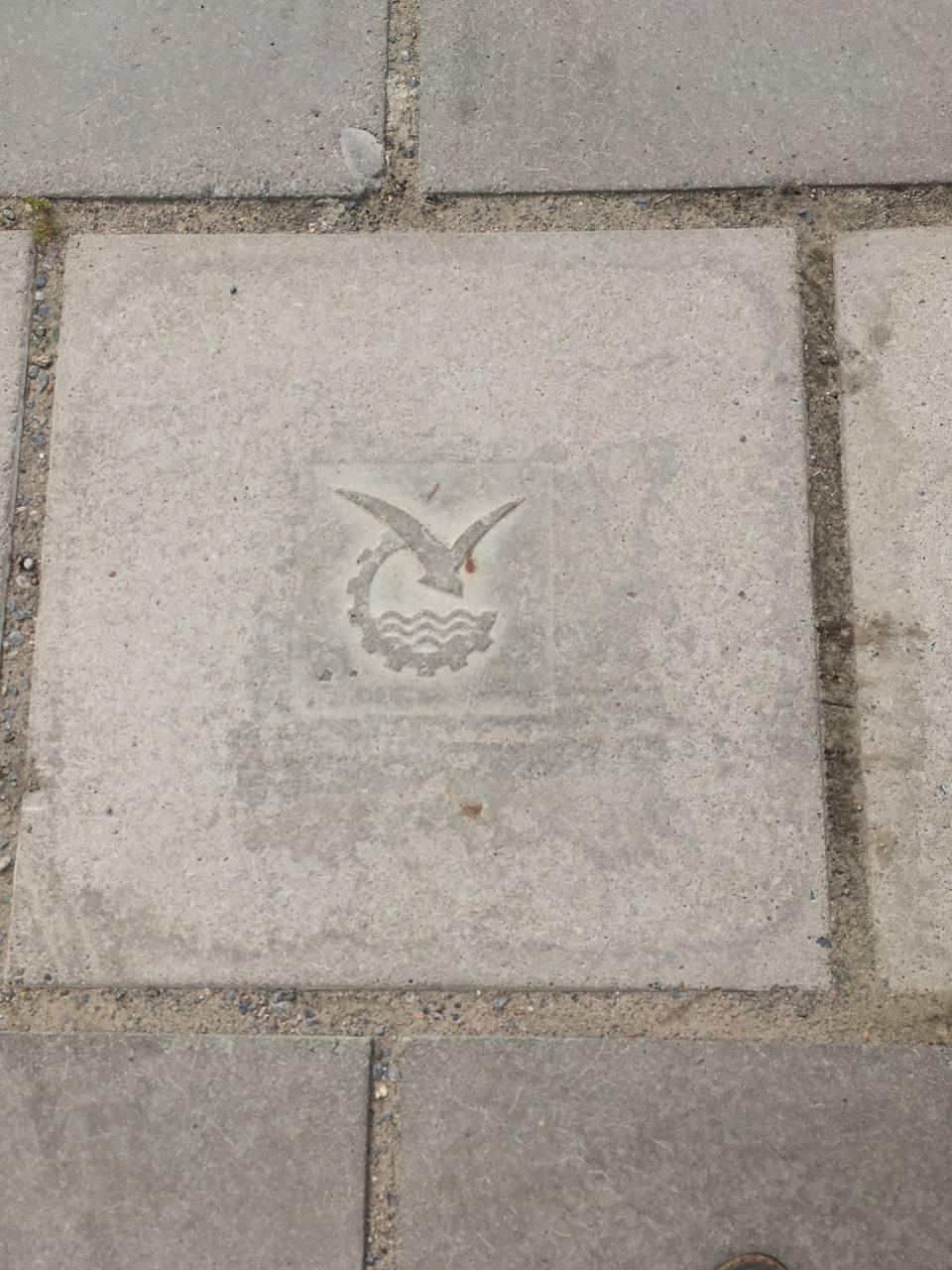
Плитка с эмблемой города 1967 года в одном из дворов на Морском проспекте

#### Третий герб города и современное состояние
24 апреля 2003 года Решение № 50 муниципального Совета подвело итоги конкурса о разработке нового герба города.
Победителем конкурса был признан арт-директор фирмы «Партнёр» Андрей Жуков. Щит окрашен в серебряный цвет, в верхней части герба изображена поморская ладья. Нижняя часть разделена на две равные части, где одна часть синего цвета, в которой изображён корабельный якорь, вторая часть белого цвета с изображением цветка шиповника.
20 августа 2009 года мэр города Северодвинска Михаил Гмырин утвердил эмблему города, повторяющую старый герб образца 1967 года. Герб 1993 года при этом сохранился также в качестве официального герба Северодвинска. Так что на данный момент у города два герба — чайка с шестернёй (исторический символ Северодвинска) и цветок шиповника (официальный герб Северодвинска).

### Гимн муниципального образования «Северодвинск»
Гимн Северодвинска принят и официально утверждён 28 октября 2004 года на сессии муниципального совета.

Где много лет на Белом море,

В краю болот, ветров, дождей

Никольский Храм стоял в дозоре

Российских вольных рубежей,

Там вырос город Корабелов -

И с морем он неразделим -

С одним на всех нелёгким делом,

На всех Отечеством одним.

Город родной,

Мир и покой,

Бог и Святой Николай.

Вместе с тобой,

Как за стеной

Гордый отеческий край.

И моря хмурые седины

Не властны над твоей судьбой.

Суровый берег, но любимый,

Навеки связаны с тобой.

Ещё на суше и на море

Нас ждут великие дела.

Доколе море с ветром спорит,

Доколе Родина жива.

Город родной,

Мир и покой,

Бог и Святой Николай.

Вместе с тобой,

Как за стеной

Гордый отеческий край.

### Флаг муниципального образования «Северодвинск»

Официальный флаг Северодвинска с 2020 года

1 июля 2014 года общегородская газета Северодвинска «Северный рабочий» объявила, что с 14 июля по 14 октября 2014 года все желающие, как отдельные творцы, так и коллективы, могли представить свои варианты флага и герба города в конкурсную комиссию, которая будет создана городским управлением культуры и общественных связей. Было рассмотрено 144 работы, а призовое вознаграждение победителю составляло 100 тыс. рублей. К сожалению, ни одна работа не была утверждена.
Лишь через 4 года после последней попытки (в 2016 году), 23 апреля 2020 года решением Совета депутатов № 239 был принят флаг. В отличие от флага Архангельской области, не принятого Геральдическим советом при президенте РФ из-за копирования Андреевского флага, флаг Северодвинска был одобрен советом, а уже 24 июля того же года он впервые был поднят над администрацией города на ул. Плюснина, 7. Флаг создан на основе герба города.

## Административно-территориальное устройство
Жилые массивы города обычно делят на:
Основную часть. С северо-востока на юго-запад:
- Старый город (до проспекта Ленина).
- Центр (от проспекта Ленина до проспекта Труда).
- Новый город (от проспекта Труда до бульвара Строителей).

Кварталы (синоним — Заозёрный округ) — постройки 1980—1990-х годов южнее основной части, отделены от неё улицей Юбилейной и железной дорогой на Нёноксу. С северо-востока на юго-запад:
- Квартал К;
- Кварталы Д, И, И-1 (с севера на юг);
- Квартал Г;
- Квартал В.

Микрорайон острова Ягры.
Кроме того, часть города Северодвинска под названием Водогон исторически считается отдельным посёлком, но официально как населённый пункт не зарегистрирована. В плане города Северодвинска Водогон числится как одна из его улиц (хоть и находится за пределами официальной границы города).

## Физико-географическая характеристика

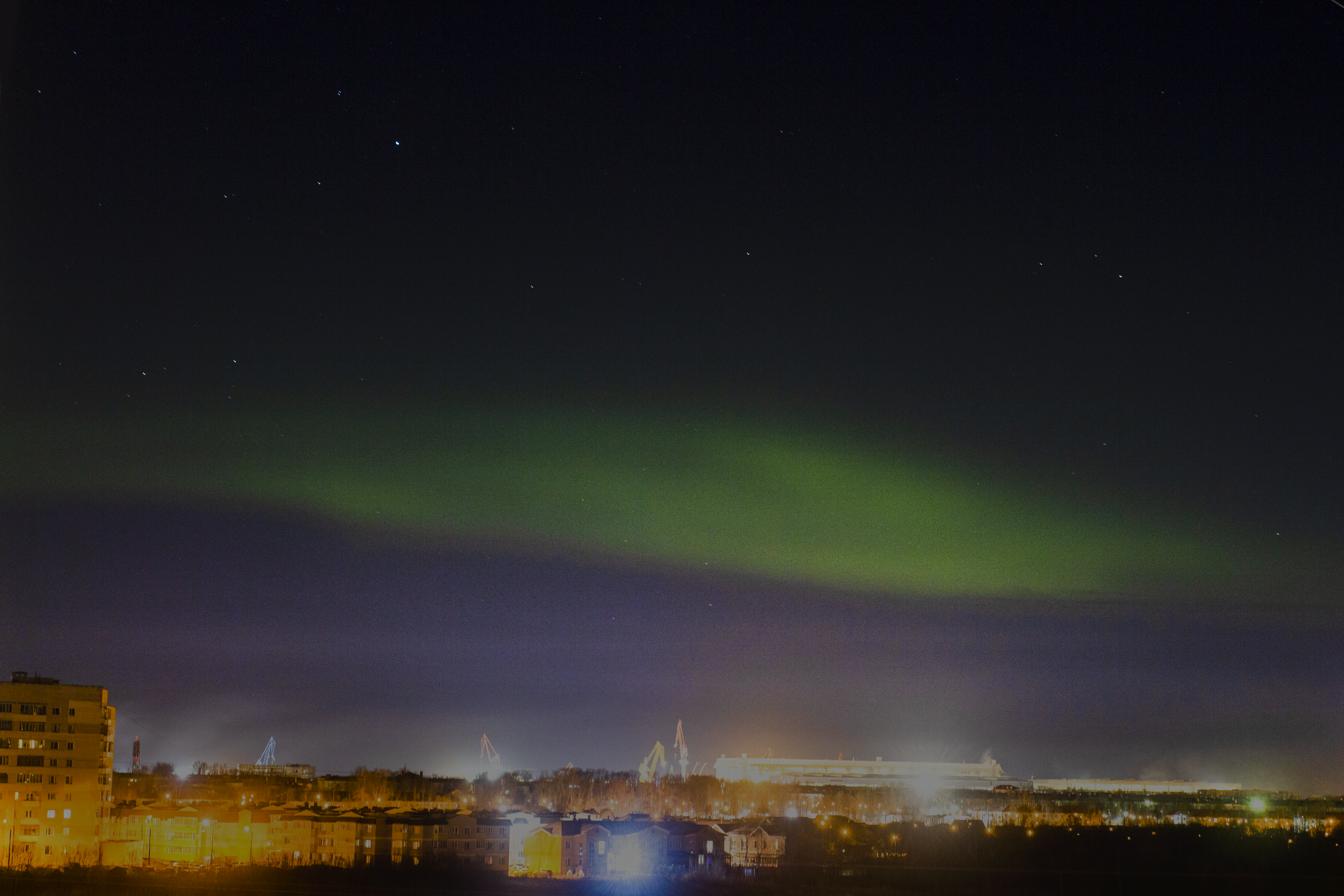
Полярное сияние над Северодвинском 11 декабря 2020

### Географическое положение
Город расположен возле Никольского устья Северной Двины у её впадения в Белое море на его Летнем берегу, в 35 км к северо-западу от Архангельска.
Площадь муниципального образования «Северодвинск», в которую входят город Северодвинск и близлежащие поселения — 1193,49 км², что больше, чем площадь Москвы в пределах МКАД. Данный факт связан с тем, что в границы муниципального образования «Северодвинск» кроме города Северодвинск включён и большой лесной массив к югу и западу от города. Площадь города в границах городской черты — 120,5 км².
Благодаря северному расположению города в нём иногда можно наблюдать полярное сияние.

### Климат
Климат Северодвинска умеренный влажный, с продолжительной холодной, но не суровой зимой и коротким прохладным летом. Средняя амплитуда температур самого тёплого (июль) и холодного (январь) месяцев составляет около 25 °С (за последние 10 лет) . Максимальная амплитуда за последние 10 лет составила 72,2 °С.
Лето в Северодвинске прохладное, со средней температурой июля 13-20 °С, с наибольшими осадками в августе. Зима в Северодвинске холодная, но не суровая, за счёт близости Атлантики, постоянных слабых, но тёплых циклонов, и расположении прямо у Белого моря (за счет теплоёмкости вода отдаёт много тепла зимой). Средняя температура января за последние 10 лет составила −9,4 °С. Антициклоны в январе-феврале приносят морозную и ясную погоду, устанавливая годовые минимумы температуры вплоть до −43 °С (1978 г.).
| Показатель                                              | Янв.  | Фев. | Март  | Апр.  | Май  | Июнь | Июль | Авг. | Сен. | Окт.  | Нояб. | Дек.  | Год   |
| ------------------------------------------------------- | ----- | ---- | ----- | ----- | ---- | ---- | ---- | ---- | ---- | ----- | ----- | ----- | ----- |
| Абсолютный максимум, °C                                 | 3,5   | 5    | 10,4  | 19,6  | 31,2 | 30,9 | 35,9 | 29,9 | 27   | 15,8  | 9,8   | 3,7   | 35,9  |
| Средняя температура, °C                                 | −9,4  | −7,3 | −4,1  | 1,4   | 8    | 11,8 | 15   | 13,3 | 9,1  | 3     | −1,5  | −4,5  | 3     |
| Абсолютный минимум, °C                                  | −36,3 | −34  | −29,6 | −16,6 | −3,9 | 1,3  | 3,7  | 3,7  | −1,4 | −12,1 | −20,6 | −28,8 | −36,3 |
| Норма осадков, мм                                       | 32    | 26   | 22    | 29    | 28   | 70   | 71   | 93   | 57   | 57    | 41    | 41    | 566   |
| Средняя влажность, %                                    | 85    | 83   | 78    | 73    | 65   | 70   | 73   | 77   | 82   | 86    | 87    | 87    | 79    |
| Средняя скорость ветра, м/с                             | 2,7   | 2,8  | 3     | 3     | 3,2  | 3,1  | 2,6  | 2,8  | 2,8  | 3,1   | 3,2   | 2,9   | 3     |
| Источник: http://www.pogodaiklimat.ru/summary/22546.htm |       |      |       |       |      |      |      |      |      |       |       |       |       |

По совокупным данным NASA:
- Среднегодовая температура воздуха — 1,3 °C
- Относительная влажность воздуха — 75,9 %
- Средняя скорость ветра — 3,0 м/с

| Среднесуточная температура воздуха в Северодвинске по данным NASA | Среднесуточная температура воздуха в Северодвинске по данным NASA | Среднесуточная температура воздуха в Северодвинске по данным NASA | Среднесуточная температура воздуха в Северодвинске по данным NASA | Среднесуточная температура воздуха в Северодвинске по данным NASA | Среднесуточная температура воздуха в Северодвинске по данным NASA | Среднесуточная температура воздуха в Северодвинске по данным NASA | Среднесуточная температура воздуха в Северодвинске по данным NASA | Среднесуточная температура воздуха в Северодвинске по данным NASA | Среднесуточная температура воздуха в Северодвинске по данным NASA | Среднесуточная температура воздуха в Северодвинске по данным NASA | Среднесуточная температура воздуха в Северодвинске по данным NASA | Среднесуточная температура воздуха в Северодвинске по данным NASA |
| Янв                                                               | Фев                                                               | Мар                                                               | Апр                                                               | Май                                                               | Июн                                                               | Июл                                                               | Авг                                                               | Сен                                                               | Окт                                                               | Ноя                                                               | Дек                                                               | Год                                                               |
| −11,4 °C                                                          | −10,7 °C                                                          | −6,0 °C                                                           | −0,9 °C                                                           | 6,0 °C                                                            | 13,0 °C                                                           | 15,8 °C                                                           | 12,7 °C                                                           | 7,8 °C                                                            | 2,1 °C                                                            | −5,2 °C                                                           | −8,7 °C                                                           | 1,3 °C                                                            |
| ----------------------------------------------------------------- | ----------------------------------------------------------------- | ----------------------------------------------------------------- | ----------------------------------------------------------------- | ----------------------------------------------------------------- | ----------------------------------------------------------------- | ----------------------------------------------------------------- | ----------------------------------------------------------------- | ----------------------------------------------------------------- | ----------------------------------------------------------------- | ----------------------------------------------------------------- | ----------------------------------------------------------------- | ----------------------------------------------------------------- |

### Штормы
В Северодвинске ввиду сильной продуваемости, равнинности региона, а также нахождения около Северного Ледовитого Океана, иногда возникают околоштормовые и штормовые ветра с порывами до 30 м/с.

#### Шторм 15 ноября 2011 года
В ноябре 2011 года прошёл сильный шторм, до сих пор самый крупный за XXI век. Целые сутки скорость ветра была выше 10 м/с, порывами достигая 23 м/с. Затопило микрорайон Камбалица. Вода с моря подобралась вплотную к жилым домам на Макаренко. Затопило Шихирихский мост, и поселок оказался ограждён от континента. В самом Северодвинске были повалены многие деревья, оборваны провода. Пострадало 70 домов. Упало 3 рекламных щита, двери подъездов продувались сквозняком. Из одной новостройки выпали плиты с окнами с 3-го этажа. Набережная Зрячева была фактически полуразрушена: вода настолько подмыла фундамент, что асфальт провалился.

#### 22 августа 2018 года
В этот день произошёл крупнейший шторм за пятилетие. Средняя скорость ветра в течение 6 часов колебалась в районе 14-25 м/с (в зависимости от близости моря) и достигала высокой мощности. Циклонический ветер вырвал 2 тысячи деревьев. Пострадало около 30 автомобилей и столько же жилых домов. Было вырвано 70 м² кровель, повалено 14 столбов освещения. Железнодорожное сообщение с Нёноксой остановилось из-за обвала насыпи у железнодорожного полотна вдоль Белого моря. В соседнем Архангельске же было остановлено водное сообщение с островами дельты Северной Двины. 448 домов северодвинского «старого города» остались без света. В 18 часов был введён режим чрезвычайной ситуации.
Последствия шторма ликвидировались 120 дней. При этом можно считать, что острову Ягры повезло, ведь в тот же день остров Бревенник настигло наводнение. На следующий день, 23 августа, дежурный поезд Северодвинск-Нёнокса всё ещё стоял на месте. 6 дней многие дворы города, даже в континентальной части, были погружены во тьму. Спустя 20 дней, 11 сентября, в 19 из 95 кварталах освещения не было. К концу октября большинство последствий шторма было ликвидировано, а до 20 декабря службы выкорчевали большую часть пней деревьев и утилизировали. Однако последствия шторма на набережной Ягр в виде смытого песка присутствуют до сих пор. Ущерб составил около 1,7 млн рублей, но точные экономические убытки посчитаны не были и могут варьироваться.

#### 28 октября 2020
28 октября 2020 из-за сильного ветра порывами до 20 м/с в континентальной части города у одного дома отломило поверхность крыши, также одно дерево свалилось на балкон. Никто не пострадал. Однако шторм снова обнажил фундамент набережной Александра Зрячева на острове Ягры.

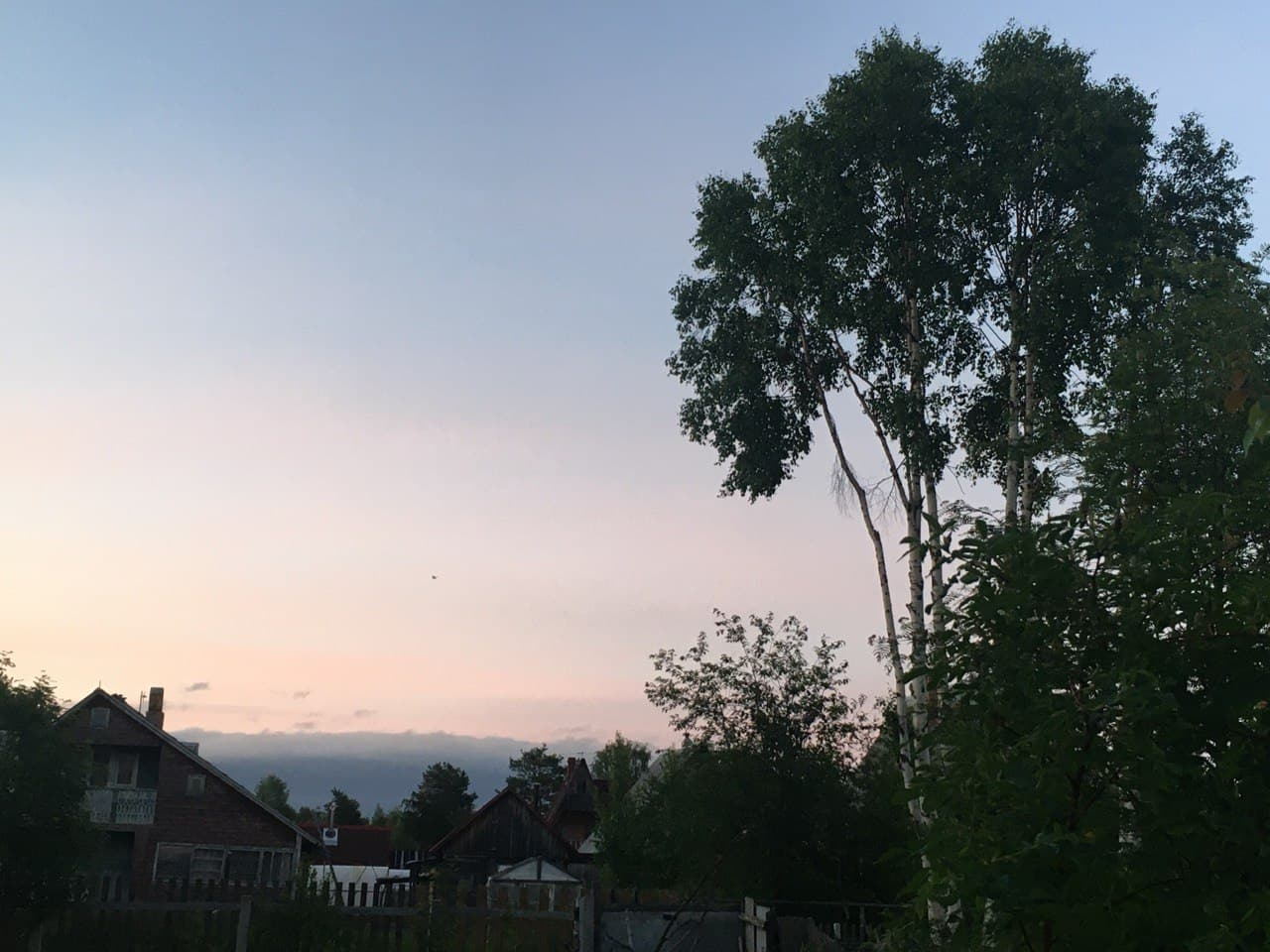
Южный пригород Северодвинска 21 июня в 00:30

### Естественное освещение
| Местное время, МСК (UTC +03)        | 20 марта | 21 июня       | 22 сентября | 21 декабря |
| ----------------------------------- | -------- | ------------- | ----------- | ---------- |
| Начало утренних гражданских сумерек | 05:34    | 17 мая 00:39  | 05:16       | 09:01      |
| Восход солнца                       | 06:23    | 01:37         | 06:04       | 10:24      |
| Заход солнца                        | 18:36    | 23:10         | 18:25       | 14:16      |
| Конец вечерних гражданских сумерек  | 19:24    | 27 июля 23:56 | 19:14       | 15:39      |

Как и в Архангельске, в Северодвинске наблюдаются Белые ночи с 17 мая по 27 июля. Освещение при ясной погоде позволяет ориентироваться без стороннего света на улице и даже читать. Самый длинный световой день составляет 21 час и 33 минуты в день летнего солнцестояния. Полярный день на широте Северодвинска не идёт, но даже в надир можно увидеть лучи солнца на севере. Самый короткий световой день составляет 3 часа 52 минуты в день зимнего солнцестояния. Полярная ночь в городе также отсутствует.

### Экологические проблемы

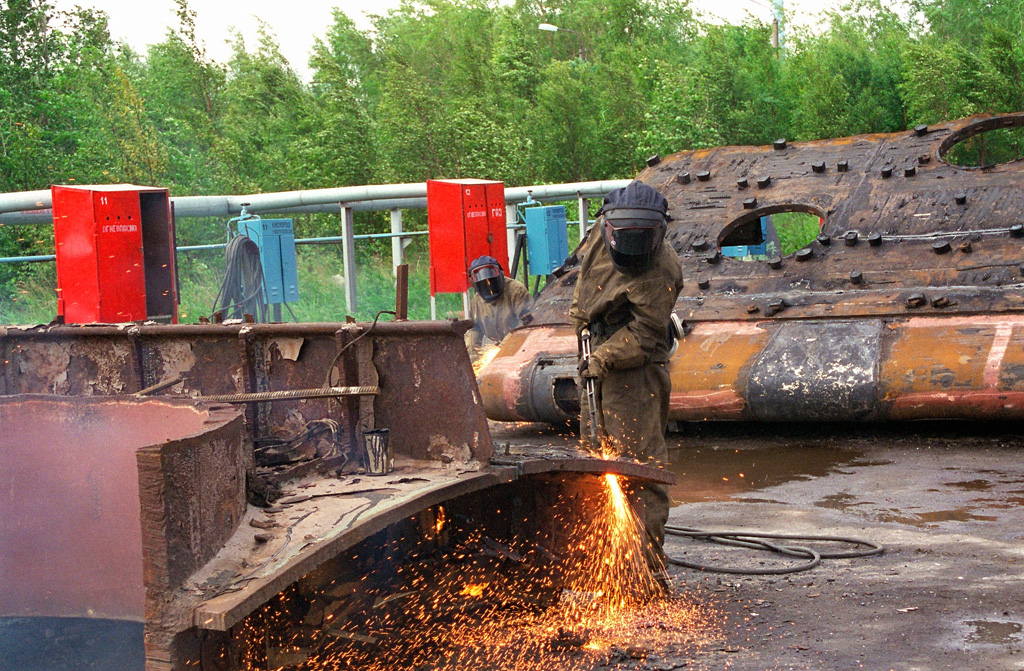
Утилизация атомных подводных лодок

В экологическом плане Северодвинск можно отнести к проблемной территории. В основе экологических проблем города лежат как его северное географическое положение, так и расположение в нём крупнейших атомных объектов предприятий судостроительного и судоремонтного комплекса.
Также следует принимать во внимание потенциальную опасность расположенного примерно в 20 километрах утилизационного хранилища малоактивных радиоактивных отходов на Мироновой горе. В рамках Федеральной целевой программы «Ядерная и радиационная безопасность России» хранилище твёрдых радиоактивных отходов на Мироновой горе переведено в экологически безопасное состояние.
Также на северодвинском острове Ягры с пляжа уже многие годы вымывается песок. По мнению эколога-краеведа Алексея Климова, это может происходить ещё со времён Молотовска и II мировой войны. На сегодняшний день по наглядным данным стало видно смыв песка с пляжа: обнажение фундамента в 2008, падение «двух сосен» в ходе шторма 2018. Проблема стала особенно актуальной после штормов 15 ноября 2011 года и 22 августа 2018.

## Население
| 1939     | 1944     | 1959     | 1962     | 1967     | 1970     | 1973     | 1975     | 1976     | 1979     | 1982     | 1985     |
| -------- | -------- | -------- | -------- | -------- | -------- | -------- | -------- | -------- | -------- | -------- | -------- |
| 21 000   | ↗28 900  | ↗78 657  | ↗97 000  | ↗121 000 | ↗144 672 | ↗160 000 | ↗177 000 | →177 000 | ↗197 232 | ↗214 000 | ↗238 000 |
| 1986     | 1987     | 1989     | 1990     | 1991     | 1992     | 1993     | 1994     | 1995     | 1996     | 1997     | 1998     |
| ↘233 000 | ↗239 000 | ↗248 670 | ↗255 000 | ↘252 000 | ↘250 000 | ↘245 000 | ↘243 000 | ↗246 000 | ↘244 000 | ↘237 000 | ↗239 000 |
| 1999     | 2000     | 2001     | 2002     | 2003     | 2004     | 2005     | 2006     | 2007     | 2008     | 2009     | 2010     |
| ↘231 800 | ↘229 300 | ↗232 800 | ↘201 551 | ↗201 600 | ↘199 300 | ↘197 400 | ↘195 200 | ↘193 200 | ↘191 400 | ↘188 855 | ↗192 353 |
| 2011     | 2012     | 2013     | 2014     | 2015     | 2016     | 2017     | 2018     | 2019     | 2020     | 2021     | 2023     |
| ↘191 794 | ↘190 083 | ↘188 539 | ↘187 284 | ↘186 172 | ↘185 075 | ↘183 996 | ↘183 255 | ↘182 291 | ↘181 990 | ↘157 213 | ↘156 056 |
| 2024     | 2025     |          |          |          |          |          |          |          |          |          |          |
| ↘155 647 | ↘155 365 |          |          |          |          |          |          |          |          |          |          |

На 1 января 2025 года по численности населения город находился на 117-м месте из 1124 городов Российской Федерации.
С 1950-х и до 1990-х годов в городе наблюдался стремительный рост населения из-за высокой активности его предприятий, требующей большого количества новых квалифицированных специалистов и рабочих. С 1992 года численность населения города начала снижаться по причине экономического кризиса, миграции специалистов из города и уменьшения естественного прироста населения.
Национальный состав
Северодвинск преимущественно — мононациональный город, с явным преобладанием русского населения, составляющего 95,5 %, из которого многие идентифицируют себя наравне с этим как поморы. Наиболее встречающиеся представители этнических меньшинств — украинцы, белорусы, татары, азербайджанцы и чуваши. После распада СССР и установления хороших отношений России и, в частности, Северодвинска и Индии, в городе проживают индийцы, как правило, работающие на градообразующих предприятиях (не путать с индийцами в соседнем городе Архангельске, приезжающими для получения образования), которые отдают своих детей в обычные школы.
|                                | Согласно переписи 2002 г. | Согласно переписи 2002 г.           | Согласно переписи 2010 г. | Согласно переписи 2010 г.           |
| Народ                          | Численность, чел.         | Доля от указавших национальность, % | Численность, чел.         | Доля от указавших национальность, % |
| ------------------------------ | ------------------------- | ----------------------------------- | ------------------------- | ----------------------------------- |
| Русские                        | 190 630                   | 95,24                               | 176 397                   | 95,50 ▲                             |
| Украинцы                       | 4 661                     | 2,33                                | 3 135                     | 1,70 ▼                              |
| Белорусы                       | 1 842                     | 0,92                                | 1 149                     | 0,62 ▼                              |
| Татары                         | 519                       | 0,26                                | 406                       | 0,22 ▼                              |
| Азербайджанцы                  | 307                       | 0,15                                | 255                       | 0,14 ▼                              |
| Чуваши                         | 286                       | 0,14                                | 237                       | 0,13 ▼                              |
| Индийцы                        | 59                        | 0,03                                | 181                       | 0,10 ▲                              |
| Армяне                         | 126                       | 0,06                                | 140                       | 0,08 ▲                              |
| Мордва                         | 199                       | 0,1                                 | 134                       | 0,07 ▼                              |
| Коми                           | 141                       | 0,07                                | 109                       | 0,06 ▼                              |
| Молдаване                      | 131                       | 0,07                                | 108                       | 0,06 ▼                              |
| Евреи                          | 147                       | 0,07                                | 107                       | 0,06 ▼                              |
| Удмурты                        | 152                       | 0,08                                | 104                       | 0,05 ▼                              |
| Марийцы                        | 103                       | 0,05                                | 91                        | 0,05 ▬                              |
| Немцы                          | 138                       | 0,07                                | 62                        | 0,03 ▼                              |
| Башкиры                        | 58                        | 0,03                                | 58                        | 0,03 ▬                              |
| Лезгины                        | 34                        | 0,02                                | 54                        | 0,03 ▲                              |
| Литовцы                        | 65                        | 0,03                                | 52                        | 0,03 ▬                              |
| Прочие                         | 12                        | 0,01                                | 1 930                     | 1,04 ▲                              |
| Всего указавших национальность | 200 165                   |                                     | 184 709                   |                                     |
| Национальность не указана      | 373                       | 8898                                |                           |                                     |

По итогам переписи населения 2020 года проживали следующие национальности (национальности менее 0,1 % и другое, см. в сноске к строке «Другие»):
| Национальность | Численность, чел. | Доля     |
| -------------- | ----------------- | -------- |
| Русские        | 126 602           | 80,53 %  |
| Украинцы       | 967               | 0,62 %   |
| Белорусы       | 319               | 0,20 %   |
| Поморы         | 295               | 0,19 %   |
| Татары         | 198               | 0,13 %   |
| Другие         | 28 832            | 18,33 %  |
| Итого          | 157 213           | 100,00 % |

Уровень образования
99,9 % населения города старше 15 лет имеет как минимум начальное общее образование. Доля людей с высшим образованием составляет 21,5 %.
| Уровень образования                    | Уровень образования                    | % по Северодвинску | % по Архангельской области | % по России |
| -------------------------------------- | -------------------------------------- | ------------------ | -------------------------- | ----------- |
| Не имеют начального общего образования | Не имеют начального общего образования | 0,1                | 0,4                        | 0,6         |
| Общее                                  | Начальное                              | 3,1                | 5,3                        | 5,4         |
| Общее                                  | Основное                               | 8,6                | 14                         | 11          |
| Общее                                  | Среднее                                | 16,3               | 15,1                       | 18,25       |
| Профессиональное                       | Начальное                              | 13,7               | 10,1                       | 5,55        |
| Профессиональное                       | Среднее                                | 32                 | 34,2                       | 31,23       |
| Профессиональное                       | Неполное высшее                        | 4,1                | 3,2                        | 4,58        |
| Профессиональное                       | Высшее                                 | 21,5               | 17,1                       | 22,81       |
| Профессиональное                       | Послевузовское                         | 0,6                | 0,6                        | 0,6         |

## Экономика

### Градообразующие предприятия
В Северодвинске находятся:
- АО ПО «Северное машиностроительное предприятие» (бывший завод № 402, ПО «Севмашпредприятие», предприятие СМП) (строительство главных атомоходов ВМФ РФ — атомных подводных лодок 4 поколения, ремонт и модернизация крупных надводных крейсерских кораблей ВМФ РФ и зарубежных заказчиков (лёгкий авианосец Индии), строительство гражданских судов, строительство морской техники для освоения шельфовых углеводородных месторождений, производство товаров народного применения); Таким образом Северодвинск является фактической столицей Советско-Российского субмариностроения .

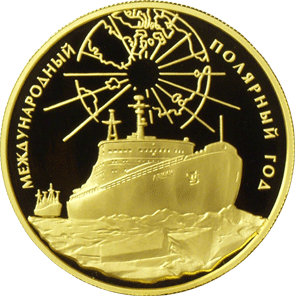
Памятная золотая монета России, 1000 рублей, 2007 год — Первый в мире атомный ледокол «Ленин»

- ОАО «Центр судоремонта „Звёздочка“» (бывший завод № 893) (ремонт и модернизация атомных и крупных дизель-электрических подводных лодок, надводных кораблей и гражданских судов, военно-техническое сотрудничество с иностранными государствами, технический надзор и сервисное обслуживание, массовая утилизация атомных подводных лодок на основе уникальной технологии не имеющей аналогов в мире инфраструктуры комплексной промышленной утилизации АПЛ и надводных кораблей с ядерными энергетическими установками всех типов и проектов, производство гребных винтов различного класса и назначения для всех типов судов, включая для крупного Арктического ледокольного флота СССР и РФ (в том числе крупнейших в мире атомных ледоколов «Ленин», «Россия», «Сибирь», «Арктика», «Таймыр»,) и подводных атомоходов Северного Военно Морского Флота России, строительстве гражданского судостроения и машиностроения, производстве судовой мебели и мебели потребительского назначения, огранка алмазов в бриллианты в рамках долгосрочного конверсионного проекта на основе промышленной добычи алмазного сырья на месторождении имени М. В. Ломоносова, создание сети оптовой торговли бриллиантами, как в России (Москва, Нижний Новгород, Кострома, Казань, Волгоград, Калининград, Североморск, Архангельск, Северодвинск), так и за рубежом — в Государстве Израиль (Тель-Авив, Рамат-Ган) и США (Нью-Йорк). Планируется организовать реализацию бриллиантов в Пекине (КНР). «Звёздочка» продолжает открытое в 2005 году для себя новое направление деятельности — создание и развитие космической инфраструктуры в части изготовления комплектов технологического оборудования, технических и стартовых комплексов ракет-носителей. Предприятие изготовило конструкции пускового стола для универсального стартового комплекса космического ракетного комплекса «Ангара» (генеральный заказчик — ФГУП ГКНПЦ им. М. В. Хруничева). Пусковой стол смонтирован на космодроме «Плесецк». В 2020 году ОАО «ЦС „Звёздочка“» ведёт строительство кабель-заправочной башни, транспортно-установочных агрегатов и другого специализированного оборудования для стартового комплекса ракет семейства «Ангара».

#### Концепции стратегического развития

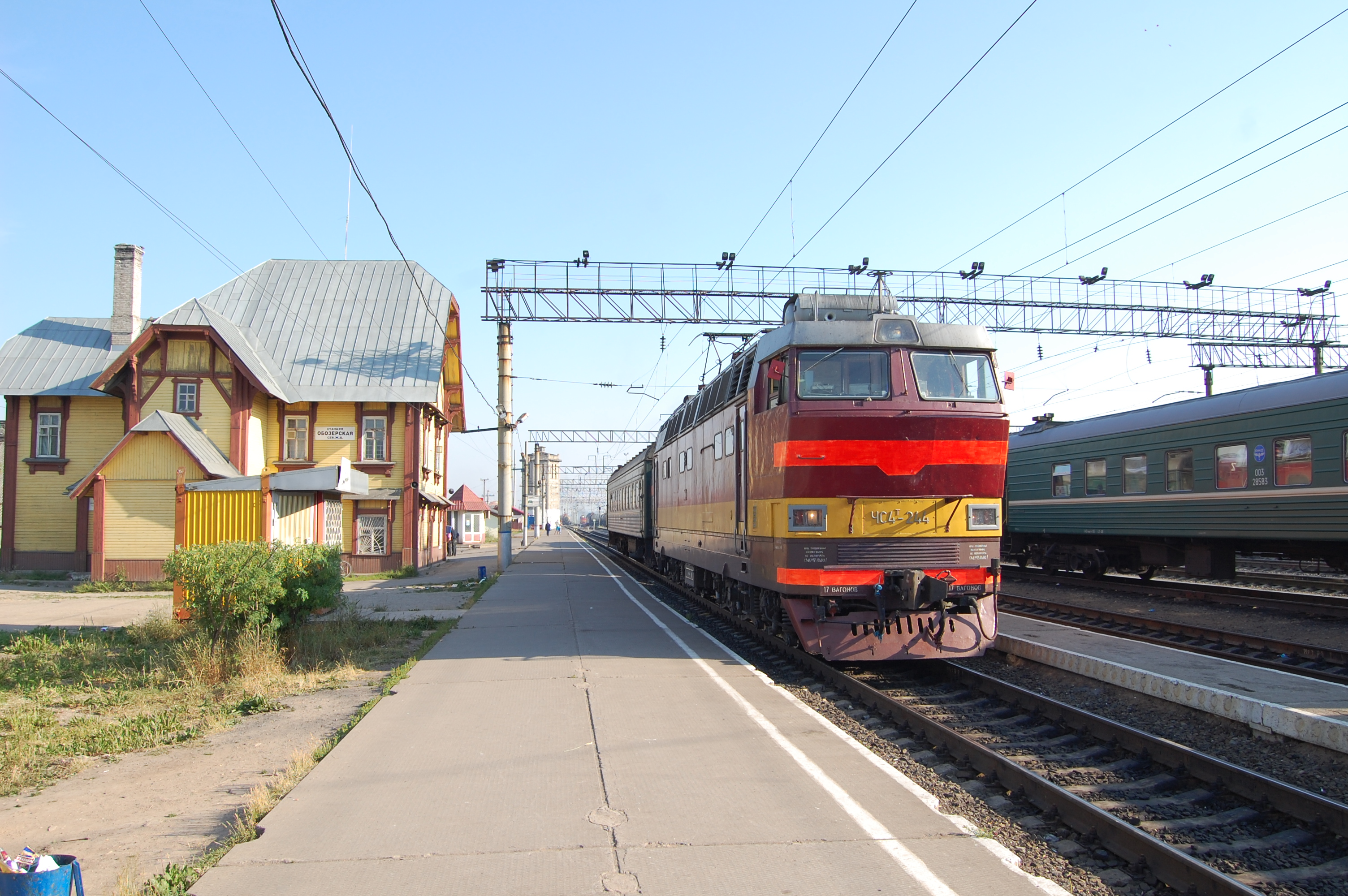
Участие в полной электрификации железнодорожных транспортных путей Архангельской области

С приходом на работу директором Северного машиностроительного предприятия Просянкина Григория Лазаревича за основу работы градообразующих предприятий Северодвинска было принято негласное разделение работ — СМП изготовляет «атомные» средства, а «Звёздочка» их в состоянии утилизировать. Это исполнялось и исполняется на протяжении многих лет и сейчас.

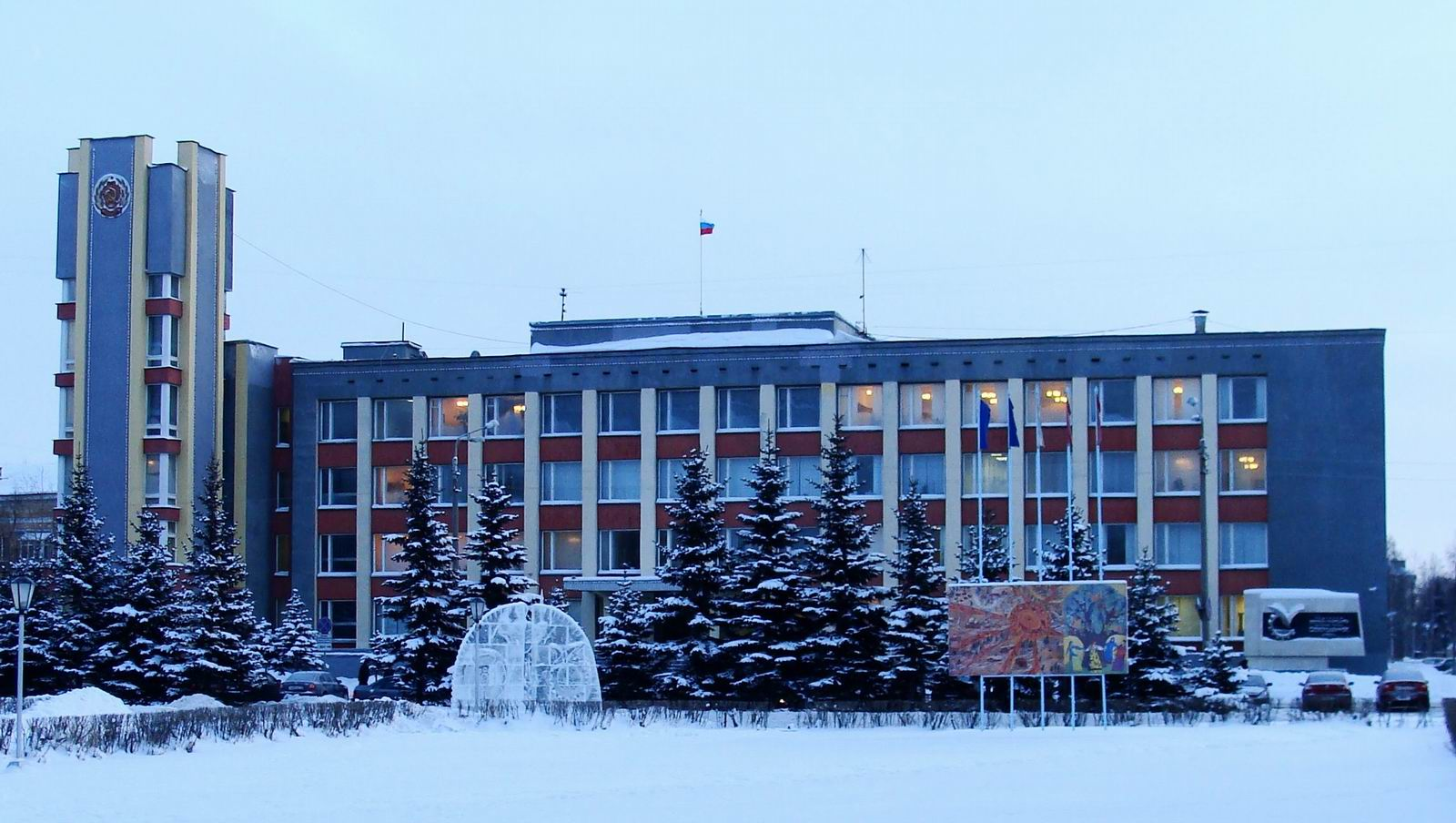
Совет депутатов и Администрация муниципального образования «Северодвинск»

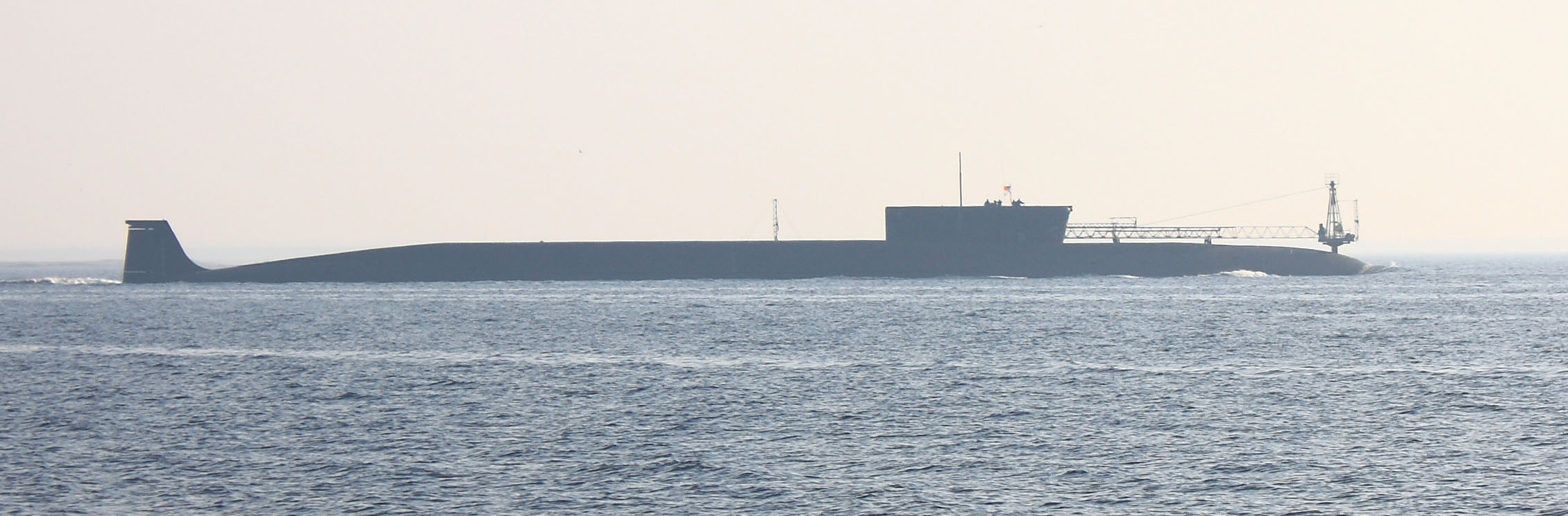
Атомный подводный ракетный крейсер 4-го поколения «Юрий Долгорукий» на испытаниях

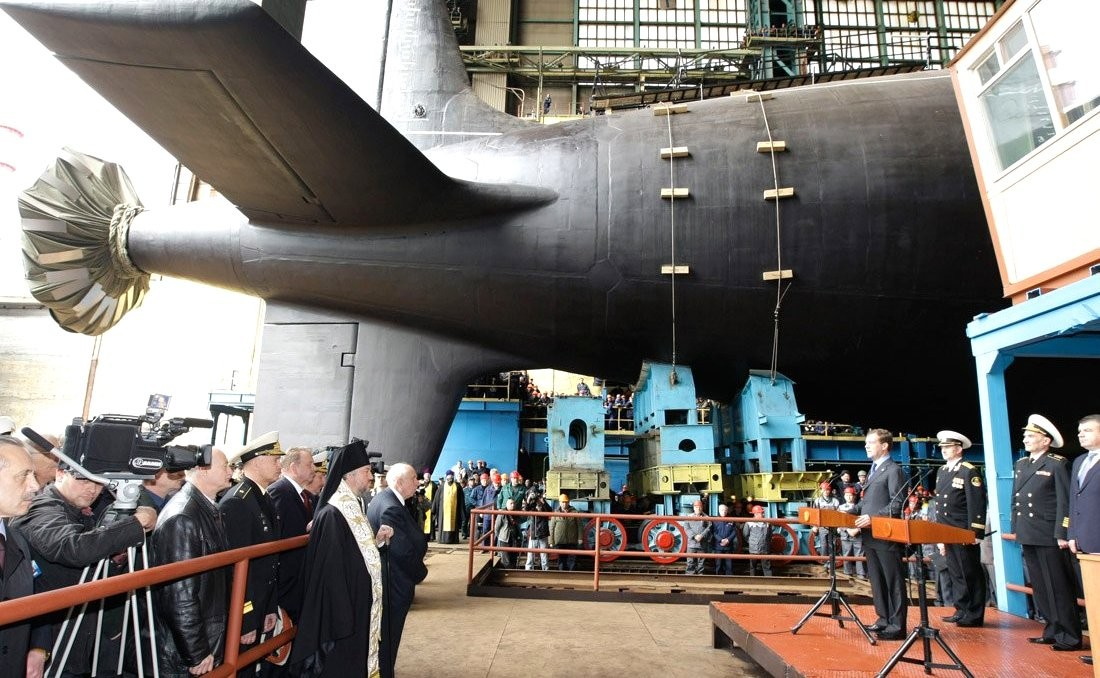
Спуск многоцелевой атомной подводной лодки «Северодвинск» на воду

Стела на площади Г. Л. Просянкина и его бюст символизируют мировое спокойствие планеты Земля при наличии в океанах лопастей атомоходов России

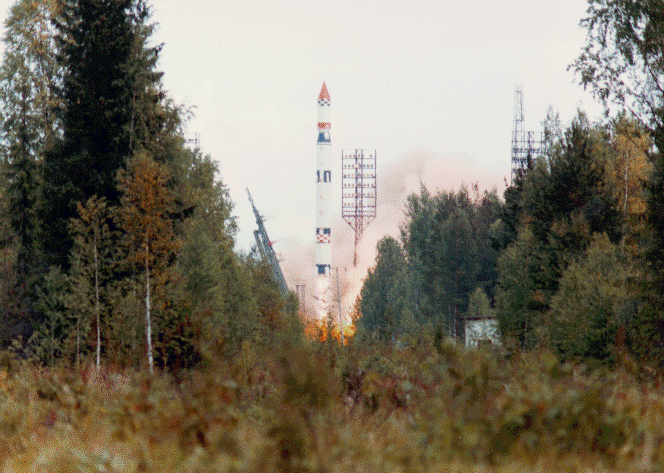
Запуск ракет «Циклон-3» с космодрома «Плесецк»

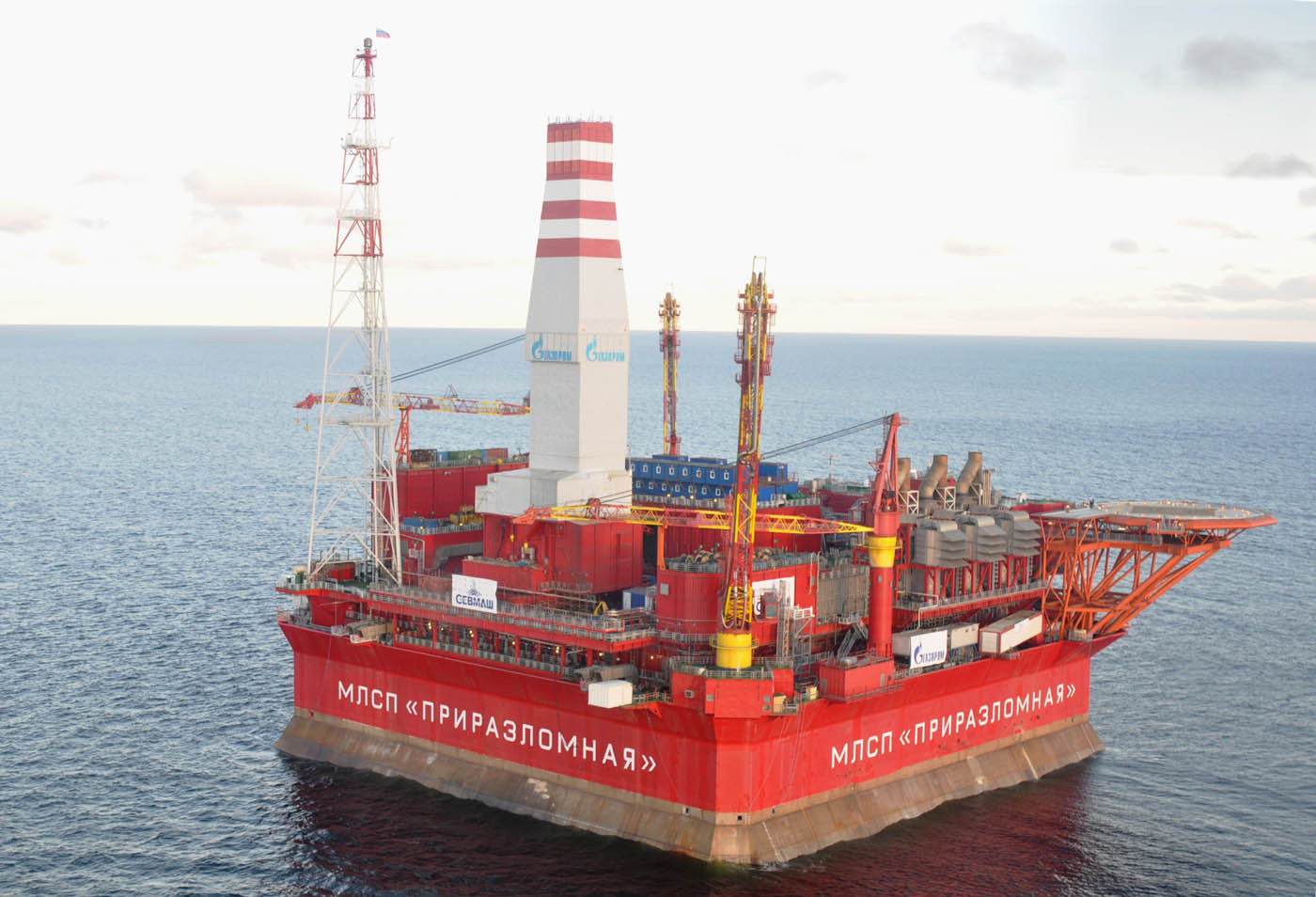
МЛСП «Приразломная», построенная в Северодвинске

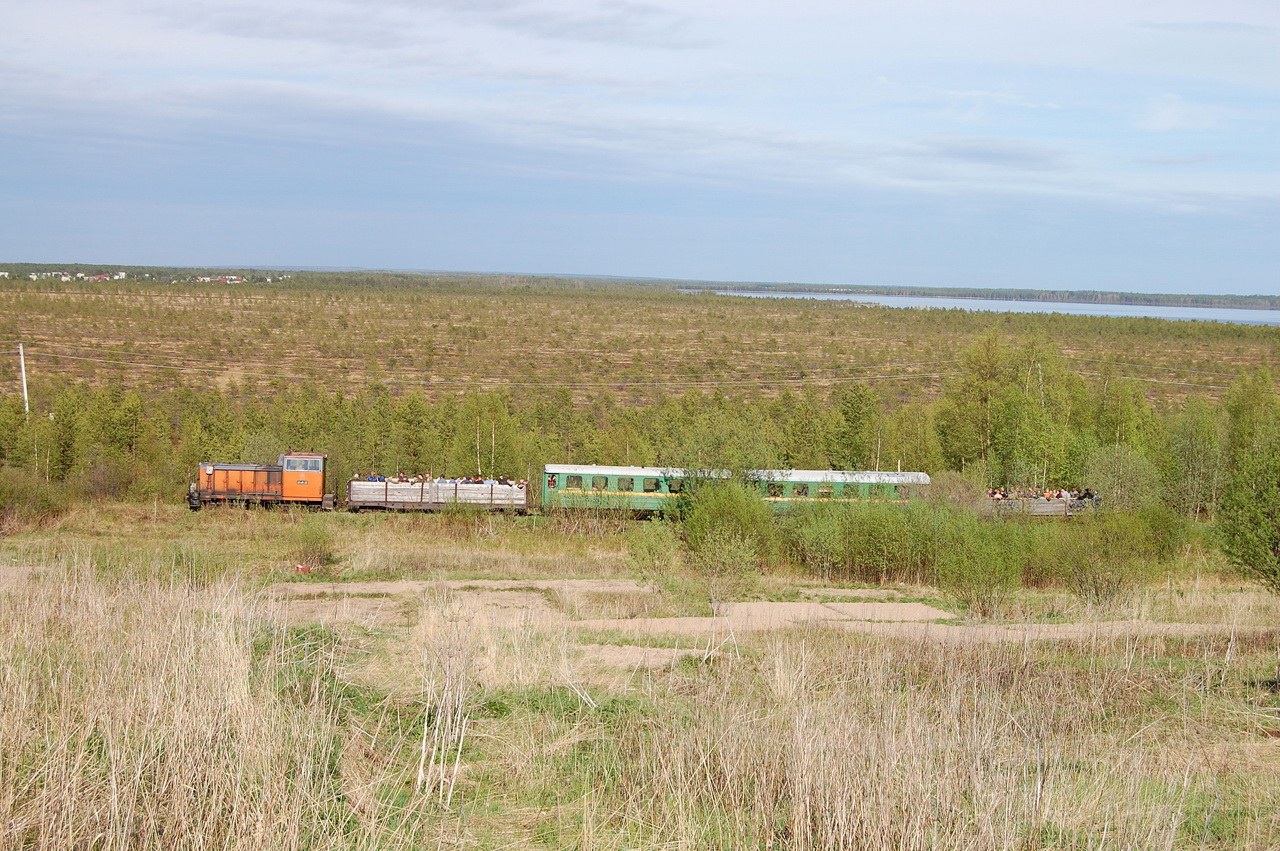
Кудемская узкоколейная железная дорога

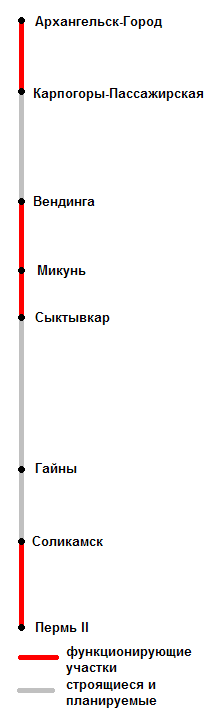
Непосредственное и активное участие Северодвинска в создании современной железнодорожной магистрали стратегического значения Белкомур

Принятая в октябре 2001 года и реализуемая с января 2002 года, но незавершённая концепция стратегического развития муниципального образования Северодвинск на период до 2010 года ставила одной из основных целей получение Северодвинском статуса наукограда.
В 2010 году правительством Архангельской области принят и утверждён «Комплексный инвестиционный план развития моногорода Северодвинска на 2010—2020 гг.».
Общий объём финансирования Комплексного инвестиционного плана развития моногорода Северодвинска порядка 40 млрд рублей.
Ключевыми инвестиционными проектами являются проекты технического перевооружения предприятий ОАО «Объединённая судостроительная корпорация», развития предпринимательства.
Имелся частично поддержанный государством проект строительства на «Севмаше», совместно с предприятием «Звёздочка», новой судоверфи, предназначенной для постройки кораблей с большим водоизмещением, в том числе и гражданских судов.
Для инвестиционных проектов развития моногорода Северодвинска на 2010—2020 гг. требуются: реконструкция моста через Никольское устье Северной Двины, строительство и реконструкция Архангельского шоссе, строительство автодороги, соединяющей улицы Окружную и Юбилейную, реконструкция инженерной инфраструктуры по водоотведению и стокам.
Впервые за последние десятилетия Северодвинск получил крупные федеральные средства на своё развитие. Основой города был и остаётся мощнейший судостроительный и судоремонтный комплекс.
Но сегодня необходимо преодолеть монопрофильную структуру экономики города, чтобы Северодвинск избавился от приставки «моно». Для этого и разработан комплексный инвестиционный план.
В Северодвинске ведётся активная поддержка малого бизнеса. Городские власти всячески способствуют реализации экономически выгодных бизнес-идей простыми горожанами.

### Предприятия торговли и пищевой отрасли
В Северодвинске успешно действует и развивается торговля и предприятия пищевой отрасли, индивидуальная и частная коммерческая деятельность.
Помимо построенных в советский период Центрального универмага (ЦУМа) и универмага «Радуга», коммерческими организациями успешно введены в торговую деятельность: гипермаркет «Южный» (переоборудован из пищекомплекса «Северодвинский»), многофункциональный торговый комплекс «Беломорский», многофункциональный торговый центр «Гранд», многофункциональный торговый центр «Сити», многофункциональный торговый центр «Морской», многофункциональный торговый центр «Спутник» (переоборудован из убыточного кинотеатра), торгово-офисный центр «М-15».
Промышленность Северодвинска представлена и собственными предприятиями пищевой отрасли: хлебозавод, мясокомбинат, молокозавод, и др.

### Энергетика

ТЭЦ 1 и ТЭЦ 2 г. Северодвинска до перехода на газ

Основными поставщиками электроэнергии и горячей воды для горожан и промышленных предприятий Северодвинска являются Северодвинская ТЭЦ-2 мощностью 410 МВт, работающая на природном газе, и Северодвинская ТЭЦ-1 мощностью 188.5 МВт, работающая на каменном угле.
По производимой энергии в области они уступают только Архангельской ТЭЦ мощностью 450 МВт.
В 2009 году магистральный газопровод природного газа был доведён до Архангельска и успешно испытан.
Довести газ до остальных потребителей области компания «Газпром» спланировала начинать с 2011 года.
24 декабря 2011 года состоялся переход на газ и Северодвинской ТЭЦ-2, что значительно улучшило экономичность деятельности ТЭЦ и экологию Северодвинска.

## Военно-морская база

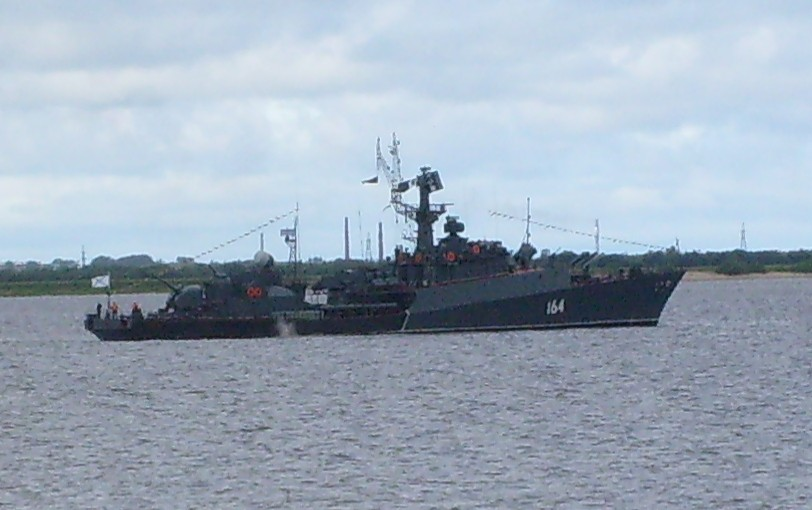
Малый противолодочный корабль «Онега»

В Северодвинске расположена Беломорская военно-морская база, существующая со времён Великой Отечественной войны и входящая в состав Северного флота.
Части Беломорской военно-морской базы дислоцированы преимущественно в Северодвинске, где сосредоточены крупнейшие предприятия судостроительного и судоремонтного комплекса — ОАО «Севмаш» и Центр судоремонта «Звёздочка».
В Белом море проходят регулярные испытания новейшего морского оружия, в том числе стратегического.
В 2010—2013 году подводниками Северного флота осуществлены пуски баллистической ракеты «Булава», которая будет составлять основу вооружения морских стратегических ядерных сил России.

## Телефонная связь и интернет
Помимо стационарной телефонной связи предоставляемой компанией «Ростелеком», в городе имеются сотовые операторы МТС, «Билайн», «Мегафон», «Tele2», «Сбермобайл», «Yota». Интернет-провайдеры «Ситилинк», «Т-Мобайл», «Ростелеком», «МТС» и «Билайн» обеспечивают подключение как через высокоскоростное подключение ADSL, PON. Кроме этого выход в Интернет предоставляется через локальные вычислительные сети LAN, беспроводные локальные сети WLAN и проводные сети EPLAN.

## Транспорт
Основная статья: Общественный транспорт Северодвинска

### Железнодорожный
Основная железнодорожная линия Северодвинск — Исакогорка соединяет город с областным центром (ст. Исакогорка СЖД) и сетью железных дорог страны.
Пассажирское сообщение обеспечивает прямое сообщение Северодвинск — Москва (прибывают на Ярославский вокзал), пригородные поезда, следующие по железнодорожной линии Северодвинск — Нёнокса. Также с 2019 года возобновилось пригородное сообщение по маршруту Северодвинск — Архангельск.
В черте города расположены железнодорожный вокзал ст. Северодвинск СЖД и платформа пригородного сообщения Морской проспект на линии Северодвинск — Ненокса.
Из Архангельска осуществляется регулярное прямое пассажирское сообщение с Москвой, Санкт-Петербургом, Минском, Котласом, Карпогорами; в летний период с Адлером, Анапой, Севастополем, Новороссийском.

### Автомобильный
Автомобильные дороги связывают Северодвинск с городами Архангельск (М8 «Холмогоры») и Онега. Движение по дороге Северодвинск—Архангельск интенсивное из-за интеграции двух городов. В связи с этим выдвигались предложения по административному объединению городов в будущем. Осуществляется регулярное пассажирское сообщение с Архангельском и другими городами области.
Автобус 133 Морской проспект — Автовокзал Архангельска
Автобус 138 АТС — Морской речной вокзал Архангельска
Автобус 150 Ягры — Морской речной вокзал Архангельска
Автобус 153 Проспект Труда — аэропорт Архангельск (Талаги)
Городским общественным транспортом управляет ТК "Рико" С 2023 года 

### Водный
В муниципальном образовании «Северодвинск» имеются речной и морской порты, использующиеся в основном для пассажирских и туристических перевозок (в частности, на Соловки).
Кроме того, существуют проекты воссоздания торгового порта.

## Культура и искусство

### Театры, ДК и учреждения культуры
- Северодвинский театр драмы;

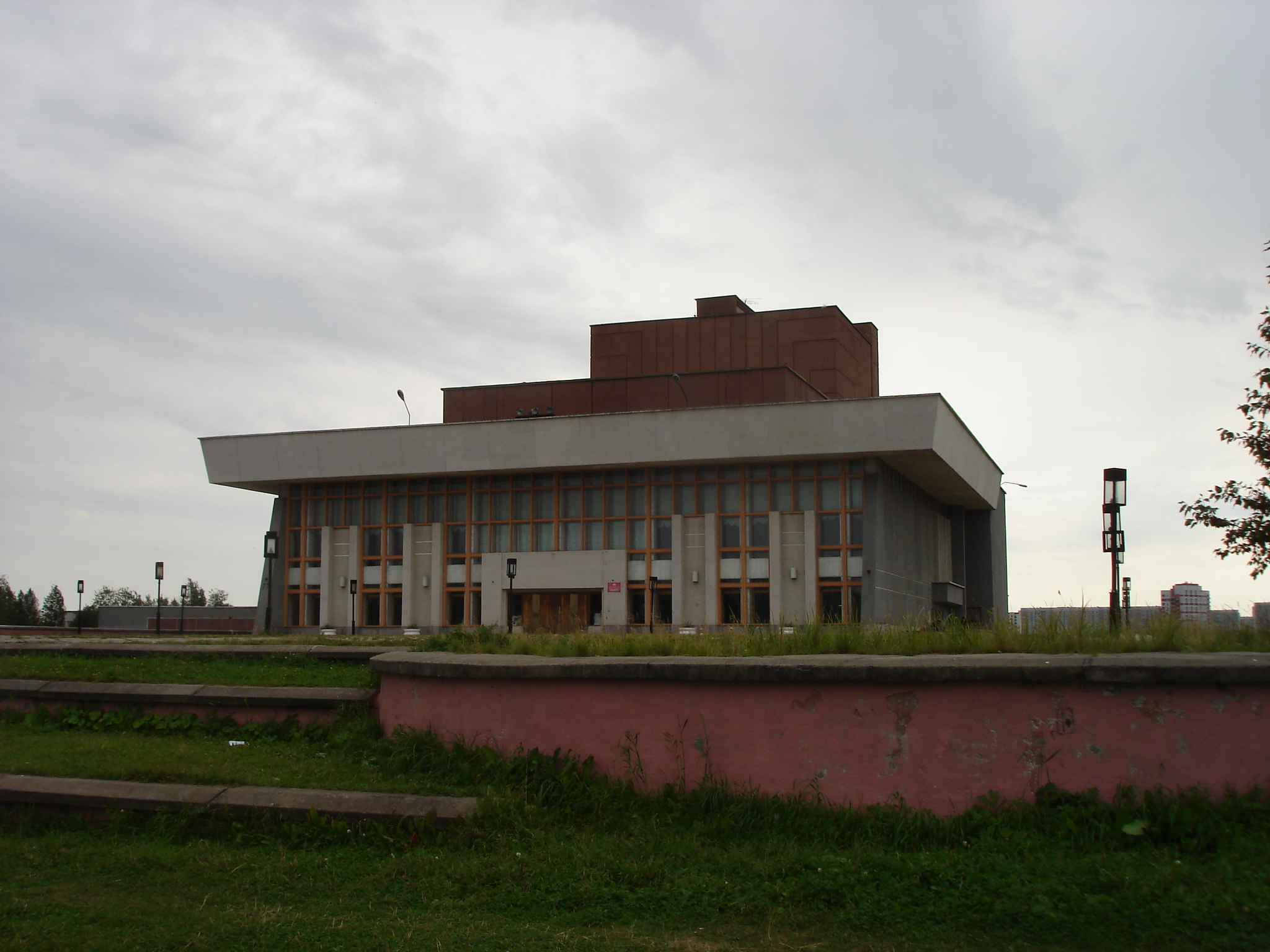
Северодвинский театр драмы

- Дом Корабела (бывш. Дворец культуры и спорта имени Ленинского комсомола);
- Дворец молодёжи «Строитель»;
- Научно-технический центр «Звёздочка» (НТЦ «Звёздочка», до 2007 г. — ДК им. 50-летия Октября);
- Детско-юношеский центр (ДЮЦ);
- Центр культуры и общественных мероприятий Северодвинска (ЦКиОМ);
- Муниципальное учреждение по работе с молодёжью «Молодёжный центр» (основан 12 апреля 2011 г.);
- Муниципальное автономное учреждение «Парк культуры и отдыха»[116];
- МАОУ Детский центр культуры. Детская вокальная студия «Соловушка» (трио «Бирюза», «Маргаритки», ансамбль «Веснушки») и др.

### Кинотеатры
- «3D Кинозалы» (четыре небольших кинозала, расположенных в Центральном Универмаге);
- «Россия» (с 1993 по 2011 гг. носил название «Сириус»);
- «Стройка»;
- «Родина» (закрыт в 2017 г.).

### Музеи
- Северодвинский городской краеведческий музей

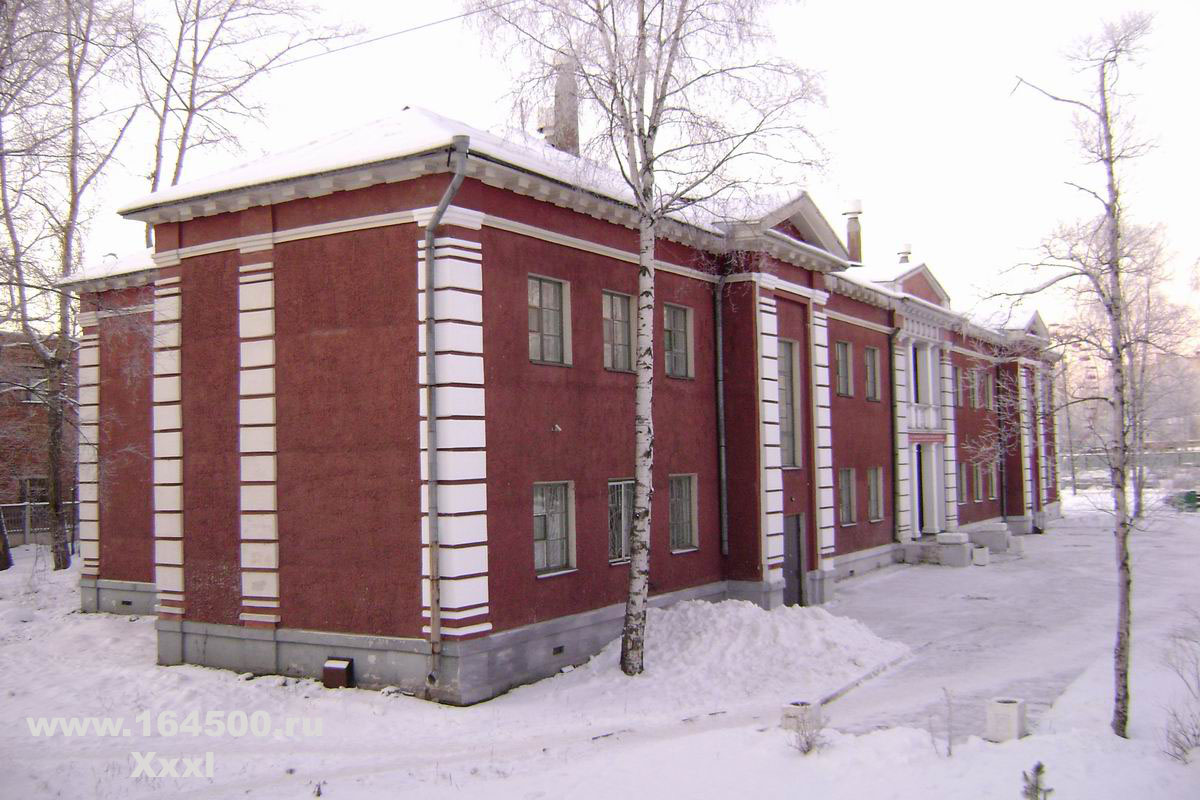
Северодвинский краеведческий музей

Музей находится в историческом здании Северодвинска — бывшем 1-м роддоме, построенном в 1940 году.
В музее накоплены и изучаются материалы по истории города и края. Экспозиция освещает древние традиции поморов, основавших на месте современного Северодвинска первый порт Русского Севера, рассказывает о старинном поморском селе Нёнокса — центре солеварения XVI—XVII вв. Часть исторических материалов посвящена истории становления посёлка и города: от первых пятилеток через тяготы военных лет и рабочие будни к достижениям современности. Выставки рассказывают о жизни Белого моря, на берегу которого находится город, о суровой природе северного края и проблемах экологии. Часть экспонатов посвящена «закрытым» темам советской истории и подводному кораблестроению.
- Музей игры и игрушки.

Открытие единственного в Архангельской области «Музея игры и игрушки» в православном центре (пр. Морской, 30а) состоялось в 2012 году. В музейной экспозиции представлены антикварные, старинные, винтажные, иностранные и очень необычные игрушки разных лет.
- Музей памяти о войне в Афганистане.

Музей, посвящённый 250-ти северодвинцам-афганцам (девять из которых погибли), был открыт в 2014 году в центре общественных организаций на Карла Маркса, 37. Большинство предметов в экспозиции — из личных архивов участников боевых действий.

## Архитектура

Дом Пикуля в Северодвинске

Поскольку город располагается на болотистой местности, на которую был намыт песок с моря, то при строительстве домов здесь активно проводится осваение площадок для фундаментов.
Жилые дома до 16 этажей (частные — 1 этаж); крупнопанельные, кирпичные, деревянные, монолитные; плотность застройки высокая, в том числе современные дома северодвинской серии 5- и 9-этажные.
В настоящее время в рамках национального проекта «Доступное и комфортное жильё — гражданам России», для города стало актуальным малоэтажное (4-, 6-этажное) строительство домов как наиболее дешёвых по себестоимости и быстровозводимых.

## Достопримечательности

#### Николо-Корельский монастырь

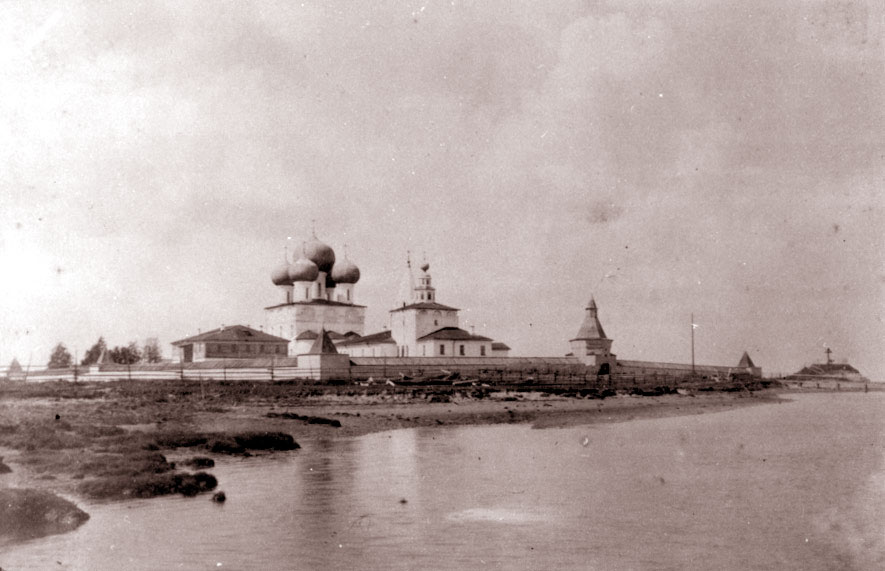
Николо-Корельский монастырь в 1900 году

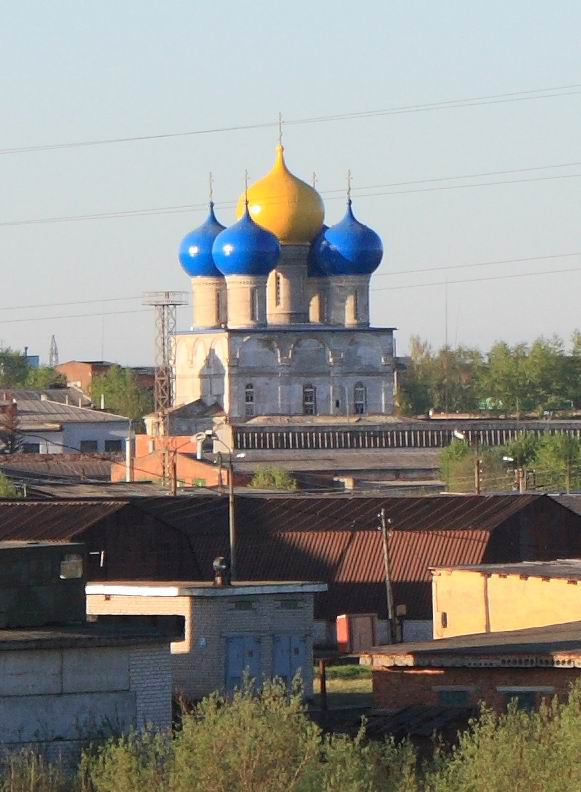
Никольский собор Николо-Корельского монастыря

В Северодвинске в территорию судостроительного предприятия АО ПО«Севмаш» включена и территория бывшего Николо-Корельского монастыря, известного с 1419 года.
Николо-Корельский монастырь впервые упоминается в русских летописях в 1419 году, когда эта обитель была сожжена и разорена норвежцами.
В 1420 году монастырь снова упоминается в русских летописях, когда монастырь пострадал от пожара.
В 1471 году монастырь упоминается в истории Руси; когда в Белом море, во время охоты на зверя, утонули двое сыновей Марфы Борецкой, более известной как Марфа-Посадница, их похоронили в Николо-Корельском монастыре.
Впоследствии Марфа повелела заново отстроить монастырь с церковью Святого Николая, а также дала ему в собственность часть своих владений — луга, солеварни и рыбные промыслы.
В 2009 году на Никольском соборе бывшего Николо-Корельского монастыря, располагающегося на территории судостроительного предприятия ОАО «Севмаш», были восстановлены 5 куполов и крестов.
Купола собора были утрачены в 1933 году из-за пожара, предположительно вызванного молнией. Барабаны собора были разрушены в 1936 году.
Стальные купола были изготовлены в цехе 7а и в цехе 40, кресты были изготовлены в цехе 42 АО ПО«СЕВМАШ».
Восстановление велось на средства прихожан.

#### Колёсный пароход «Н. В. Гоголь»

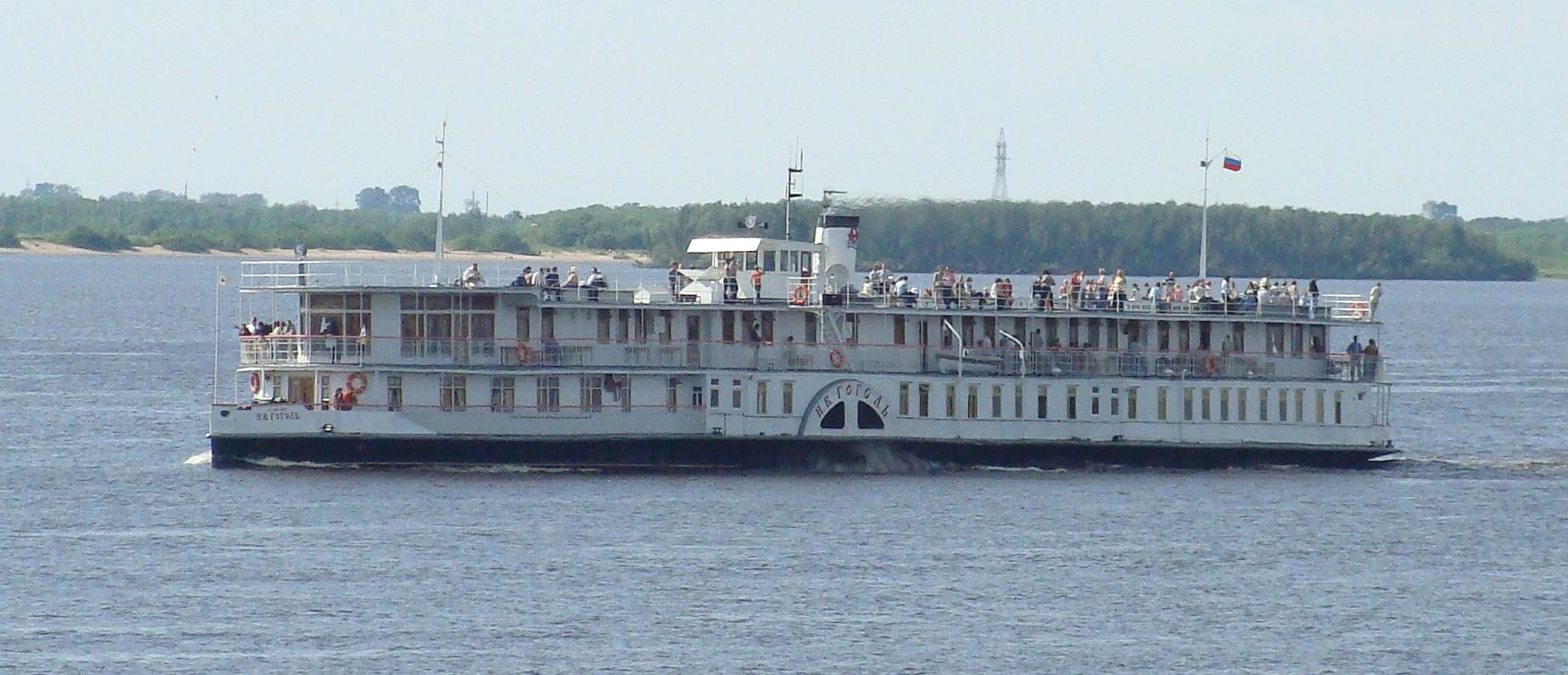
Колёсный ретро-пассажирский пароход «Николай Васильевич Гоголь» на Северной Двине при подходе к порту Архангельска

В туристических целях в Северодвинске успешно используется старинный колёсный пароход «Николай Васильевич Гоголь». «Н. В. Гоголь» — колёсный пассажирский речной пароход.
Самые старые части судна относятся к 1911 году, поэтому «Н. В. Гоголь» является самым старым пассажирским судном России, всё ещё находящимся в регулярной эксплуатации. «Н. В. Гоголь» работает на Северной Двине. В 1994—1996 годах пароход прошёл очередную реконструкцию.

#### Узкоколейная железная дорога

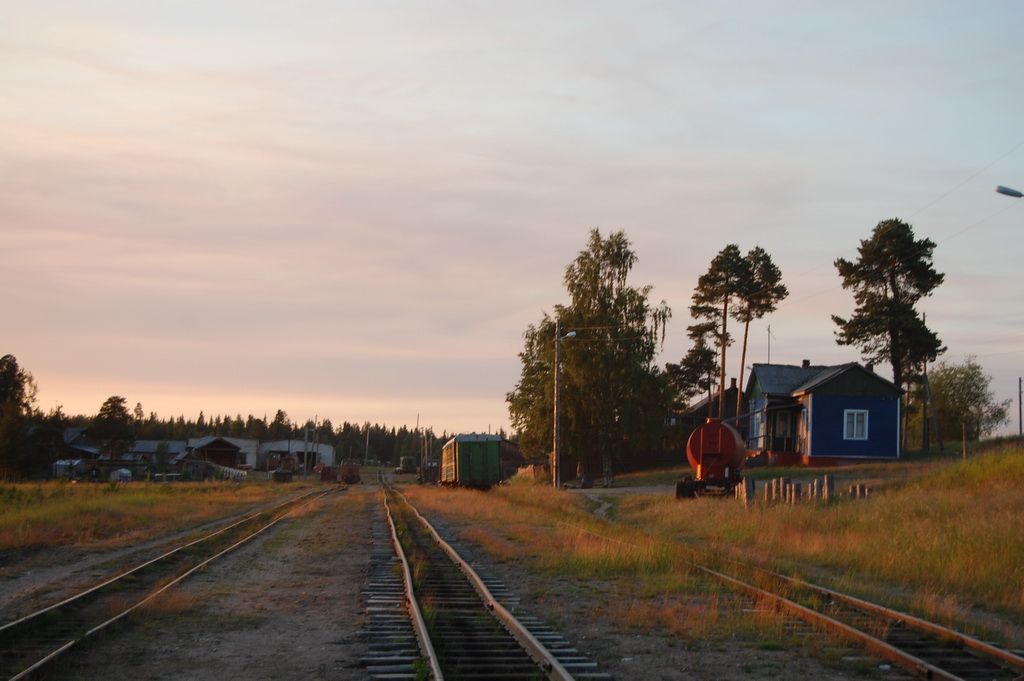
Станция Белое Озеро

На территории муниципального образования Северодвинск узкоколейная железная дорога также является полноценным видом пассажирского железнодорожного транспорта, что является очень редким случаем в современной России.
Кудемская узкоколейная железная дорога соединяет Северодвинск (станцию Водогон, расположенную на западной окраине города) с посёлками Белое Озеро и Палозеро. При этом пассажирские составы ходят только от Водогона до Белого Озёра, а до Палозера можно добраться лишь на частных дрезинах. Имеются также лесные узкоколейные железные дороги, но они используются редко из-за плохого состояния.

#### Ягринский сосновый бор
Ягринский сосновый бор, живописный комплекс сосновых деревьев и песчаных дюн на морском побережье острова, является городским особо охраняемым природным объектом.

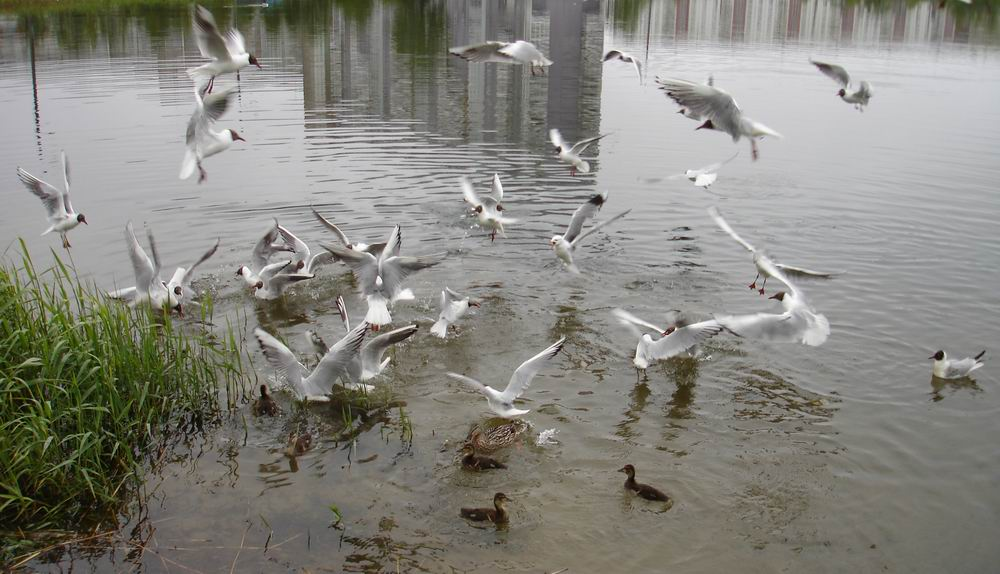
Озеро Чаячье

### Мемориалы и памятники

Фрагмент памятника первостроителям города

- Памятник Михаилу Васильевичу Ломоносову (1 ноября 1958 года, скульптор М. С. Алещенко, архитектор М. Д. Насекин) на площади Ломоносова;
- Памятный знак «Ратному подвигу северодвинцев в годы Великой Отечественной войны» (открыт в 1988 году, автор И. Б. Скрипкин) и Вечный огонь (зажжён в 2009 году) в Сквере ветеранов;
- Памятник первостроителям города (1978) рядом с пересечением Ягринского шоссе и Чаячьего проезда (близ места первой высадки первостроителей)
- Воинский мемориальный комплекс в Ягринском бору:
  - Мемориал «Скорбящая Мать Родина» и братская могила солдат Великой Отечественной войны;
  - Памятный знак в честь мужества моряков-подводников, погибших на подводной лодке «Курск» (сентябрь 2000). На плите из хибинского гранита, привезённого с Кольского полуострова, начертаны слова: «Этот скорбный камень установлен в память об экипаже атомного подводного ракетного крейсера „Курск“, трагически погибшего 12 августа 2000 года при исполнении воинского долга»;
  - Памятник блокадникам Ленинграда;
  - Памятник ликвидаторам аварии на Чернобыльской АЭС;
  - Братская могила зверобоев ледокола «Седов».
- Въездная стела (1972 год, скульптор и архитектор Н. С. Яковлев), на третьем километре Архангельского шоссе при подъезде к Северодвинску. В 2018 году на стеле было установлено изображение Ордена Ленина;
- Памятный камень в честь прибытия в Никольскую бухту британской экспедиции Ричарда Ченслера, положившего начало дипломатических отношений между Англией и Россией.
- Скульптурно-мемориальная композиция «Мир и труд» (7 августа 1988 года, художник А. Г. Дёма, архитектор В. И. Онежко), установлена в честь 50-летия города на площади Корабелов (ныне — площадь Пашаева). Три стилизованных флагштока высотой около 30-ти метров. Композиция олицетворяет прошлое, настоящее и будущее края, героический труд северян.
- Памятный знак Г. Л. Просянкину, напоминающий по форме лопасть судового винта, на площади Просянкина перед научно-техническим центром «Звёздочка»;
- Памятник В. И. Ленину перед заводоуправлением ОАО ПО «Севмаш» (6 ноября 1960 года, скульптор X. Аскар-Сарыджа, архитектор Н. С. Яковлев);
- Памятник В. И. Ленину на площади Победы (11 августа 1988 года, скульптор Э. М. Агаян, архитекторы С. И. Соклов и Н. А. Соколов).
- Набережная имени А. Ф. Зрячева — директора ФГУП «Звёздочка» с 1972 по 1992 год, на острове Ягры.

Малоизвестные памятники и мемориалы:
- Стела на военно-морской базе. Вокруг обелиска расположены пушка, четыре зенитных установки, якорь и мины. К самой стеле прикреплена доска с надписью: «Слава героям-беломорцам»;
- Бюст учёного А. Н. Крылова (декабрь 1996 года) у входа в Севмашвтуз;
- Памятник милиционерам, павшим при исполнении служебных обязанностей (2001 год).
- Памятник С. М. Кирову на улице Советской.
- Памятник Герою Советского Союза Александру Торцеву около Дома офицеров флота (18 августа 1970 года, К. Петросян, В. Никифоров).
- Монумент павшим во время войны работникам завода.
- 20 октября 1990[119] (1992)[120] года рядом с братской могилой погибших в Ягринлаге по дороге на Солзу и на Большую Кудьму был установлен мраморный камень с плитой «Невинным жертвам Ягринлага».

## Образование

### Среднее
В сфере образования в городе работают:
- 18 муниципальных общеобразовательных средних школ под номерами: 2, 3, 5, 9, 11, 12, 13, 16, 19–25, 28, 29, 30;
- Муниципальное автономное общеобразовательное учреждение для детей дошкольного и младшего школьного возраста — Северодвинская прогимназия № 1[121];
- Муниципальное автономное общеобразовательное учреждение «Средняя общеобразовательная школа № 6 с углубленным изучением иностранных языков»[122];
- Гуманитарная гимназия № 8;
- Северодвинская городская гимназия № 14;
- Муниципальное автономное образовательное учреждение «Лицей № 17»;
- Лингвистическая гимназия № 27;
- Ягринская гуманитарная гимназия № 31;
- Морская кадетская школа им. адмирала Котова П. Г. (бывш. № 10);
- Муниципальная специальная (коррекционная) школа № 15.

Управлением образования Северодвинска контролируются муниципальные общеобразовательные средние школы № 26 в посёлке Белое Озеро и № 36 в Нёноксе. Также в городе работает специальная коррекционная школа-интернат для детей с нарушением опорно-двигательного аппарата, школа-интернат для детей-сирот и детей, оставшихся без попечения родителей.
Ранее функционировали, но на сегодняшний день закрыты школы:
- № 4 (здание передано школе искусств № 34 в 2010 г.);
- № 7 (закрыта из-за аварийности здания в 2012 г.);
- № 18 (закрыта из-за аварийности здания в 1999 г., здание снесено в 2022 г.);
- открытая (сменная) общеобразовательная школа № 38 (бывш. № 33; здание передано средней школе № 12 в 2017 г.).

### Среднее профессиональное
- Техникум судостроения и машиностроения (бывш. Профессиональное училище № 1);
- Техникум строительства, дизайна и технологий (бывш. Профессиональное училище № 21);
- Техникум социальной инфраструктуры (бывш. Профессиональное училище № 22);
- Техникум судостроения и судоремонта (бывш. Профессиональное училище № 28);
- Техникум электромонтажа и связи (базовое училище ОАО СПО «Арктика», бывш. профессиональное училище № 38);
- Технический колледж (с 2011 г. в составе Северного (Арктического) федерального университета);
- Северодвинский колледж управления и информационных технологий;
- Филиал Архангельского медицинского колледжа (бывш. Северодвинское медицинское училище).

### Высшее
В Северодвинске действуют следующие высшие учебные заведения:
- филиал Северного (Арктического) федерального университета в составе Гуманитарного института и Института судостроения и морской Арктической техники (Севмашвтуз);
- филиал Международного института управления (Архангельск);

### Музыкальные школы и школы искусств
В городе работают учреждения дополнительного образования детей (музыкальные, художественные школы и школы искусств).
- «Детская художественная школа № 2»;
- «Детская музыкальная школа № 3»;
- «Детская школа искусств № 34»;
- «Детская музыкальная школа № 36».

### Прочие образовательные учреждения
- Северный детский технопарк «Кванториум» — до марта 2019 года «Центр юношеского научно-технического творчества»[124], на базе которого в 2017 году была создана первая в Поморье технозона Детского Арктического технопарка, обучение в которой проводят инженеры «Севмаша» и преподаватели Северного Арктического федерального университета[125];
- Северодвинский Детско-Юношеский Центр — учреждение дополнительного образования, на базе которого проводится обучение детей в возрасте от 5 до 18 лет.
- Детский морской центр «Североморец» — учреждение дополнительного образования для детей в возрасте от 5 до 18 лет.

## Здравоохранение
Больницы
- Северодвинская городская больница № 1.
- Северодвинская городская детская клиническая больница.
- Северодвинская городская больница № 2 скорой медицинской помощи.
- Центральная медико-санитарная часть № 58 Федерального медико-биологического агентства.

## Спорт

### Спортивные сооружения
- Физкультурно-оздоровительный комплекс «Звёздочка» — включает в себя стадион, лыжную базу, крытую ледовую арену «Беломорец», спортзалы;
- Физкультурно-оздоровительный комплекс «Севмаш» — стадион «Север», плавательный бассейн «Корабел», спортзалы;
- Муниципальное автономное спортивно-оздоровительное учреждение «Строитель» — стадион, спортзал и плавательный бассейн;
- Спортивный комплекс «Энергия».

### Спортивные команды
В соревнованиях по игровым видам спорта на областном, межрегиональном и всероссийском уровне Северодвинск представляют команды:
- «Звёздочка»/«Беломорец» — футбол, мини-футбол, хоккей с шайбой, хоккей с мячом, волейбол, баскетбол;
- «Севмаш» — футбол, мини-футбол, хоккей с шайбой, хоккей с мячом, флорбол, волейбол, баскетбол;
- «Север» — хоккей с мячом. В 2004 году из-за финансовых трудностей клуб прекратил своё существование.

### Достижения в спорте
- Серебряный призёр московской Олимпиады 1980 года, мастер спорта международного класса по лёгкой атлетике Ольга Рукавишникова родилась в Северодвинске;
- Гимнастка из Северодвинска Светлана Клюкина — бронзовый призёр Чемпионата мира по спортивной гимнастике 2006 года, серебряный призёр Чемпионата Европы 2008 года, участница олимпийской сборной России по спортивной гимнастике на Играх 2008 года в Пекине;
- Чемпионами России по флорболу в разные годы становились северодвинская мужская команда «Наука» и женская «Наука-Трэвелстрой». В 2018 году объединённая юношеская команда Северодвинска и Архангельска «Севмаш-Высшая Лига» выиграла всероссийский флорбольный турнир «Unihoc Russia Cup»;
- В 2017 году победителем Чемпионата Европы по пулевой стрельбе в Словакии стал мастер спорта из Северодвинска Михаил Исаков[126].

## Религиозные здания
- Церковь «Слово жизни» Северодвинск
- Николо-Корельский монастырь
- Храм Воскресения Христова на острове Ягры. При храме действует воскресная школа.
- Храм Владимирской иконы Божией Матери
- Свято-Никольский Храм
- Часовня святого благоверного князя Александра Невского
- Храм во имя св. равноапостольных Кирилла и Мефодия. При храме действует православный просветительский центр с воскресной школой, кружками по изучению народных ремёсел, студией эстрадного пения, спортивными секциями.
- Храм Святителя Спиридона Тримифунтского (строится)

Храм Владимирской иконы Божией Матери
Храм Воскресения Христова на острове Ягры
Свято-Никольский Храм
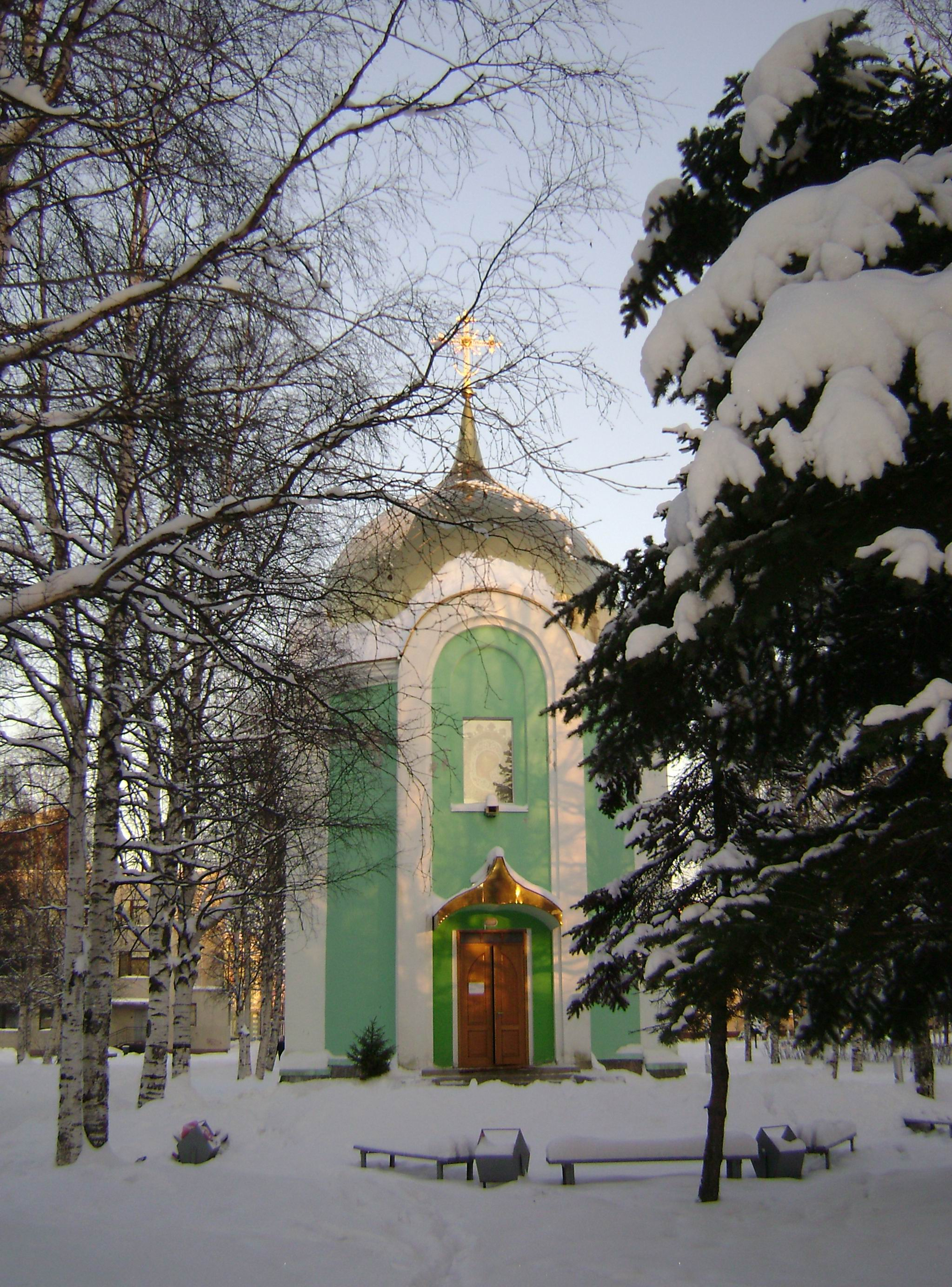
Часовня Александра Невского

В 2022 году началось строительство 8-го храма в городе, на улице Коновалова. Это вызвало массовое недовольство жителей района, в частности, было недовольство слишком близким строительством и возникшим из-за него шумом, а также перспективой звона колоколов и повышенного автомобильного трафика возле домов. Против строительства храма были поданы обращения в администрацию и прокуратуру. В РПЦ были шокированы такой реакцией жителей.

## Средства массовой информации

### Газеты
- Северный рабочий (до 1938 г. — Сталинец Судостроя, до 1953 г. — Сталинец) — городская общественно-политическая газета, выходит с 1937 года.
- Корабел — корпоративная газета ОАО ПО «Севмаш», издаётся с 1943 года[129].
- Трудовая вахта — корпоративная газета ОАО ЦС «Звёздочка», издаётся с 1966 года[130].
- Вечерний Северодвинск[131] — семейная городская общественная газета, издательства «Северная неделя».
- Корабельная сторона[132] — газета о судостроении издательства «Северная неделя», также распространяется в Государственной думе.
- Бабьи хлопоты — всероссийская женская газета издательства «Северная неделя», выходит в Северодвинске с 2007 года.
- Всё для Вас[133] — газета бесплатных объявлений издательства «Северная неделя», выходит в Северодвинске с 1999 года.
- Новый взгляд на общество и политику — городская общественно-политическая газета, выходит с 2019 года.
- Энергия Арктики — корпоративная газета АО "СПО «Арктика», издаётся с 2019 года.

### Интернет-СМИ
- Северный рабочий
- Северная неделя
- Беломорканал
- Пресс-служба администрации

### Радиостанции
- 87,6 МГц Европа Плюс
- 88,3 МГц Love Radio
- 88,7 МГц Радио России / Радио Поморье
- 89,1 МГц Дорожное радио
- 90,4 МГц Радио Маяк
- 99,5 МГц Вести FM
- 102,4 МГц Радио Модерн
- 103,0 МГц Авторадио
- 105,1 МГц Радио Дача
- 104.2 МГц Жара FM
- 105,7 МГц Радио МИР / СТВ Медиа
- 106,2 МГц Радио Рекорд
- 106,9 МГц Русское радио
- 107,9 МГц Ретро FM

### Телевидение
Новости Северодвинска выходят по будням на городском телеканале СТВ. В состав медиахолдинга «СТВ» входят также радиостанции «Дорожное радио Северодвинск» и «Радио Дача Северодвинск». Услуги по предоставлению телевизионного сигнала в дома абонентов оказывают провайдеры Ионит-телеком (на о. Ягры), Ростелеком, МТС.
В 2020 году «Ростелеком», на который подписано 40 % жителей области, собрался убрать местный телеканал СТВ, освещавший острые темы, в частности, протесты на Шиесе — железнодорожной станции Сольвычегодского региона Северной железной дороги, находящаяся в Урдомском городском поселении Ленского района Архангельской области. Получила всероссийскую известность в 2018 году в связи с планами властей построить рядом со станцией мусорный полигон, а также показавший знаменитый сюжет про «шелупонь», из своей сетки вещания, однако это привело к протестам. 24 января, за два дня до массового пикета, на котором было собрано более 400 подписей за сохранение вещания СТВ в сетке «Ростелекома», между телеканалом и компаний была достигнута договорённость о продолжении вещания.

## Города-побратимы
- Тирасполь (Приднестровье)
- Брянск (Россия)
- Мозырь (Беларусь)
- Портсмут (Нью-Гемпшир) (США)
- Феодосия (Россия)